# 21. August
Der 21. August ist der 233. Tag des gregorianischen Kalenders (der 234. in Schaltjahren), somit bleiben 132 Tage bis zum Jahresende.

## Ereignisse

### Politik und Weltgeschehen
- 1169: In Kairo kommt es zu einem Aufstand vorrangig schwarzer Krieger der fatimidischen Truppen gegen Saladin den neuen Herrscher von Ägypten. Der Aufstand wird innerhalb von drei Tagen blutig niedergeschlagen.

1192: Minamoto no Yoritomo

- 1192: In Japan beginnt die Herrschaft der Shōgune mit dem Kamakura-Shōgunat. Minamoto no Yoritomo erhält wegen seiner militärischen Leistungen vom Tennō den erblichen Titel des Seii Taishōgun und übernimmt in Kamakura die Regierungsgeschäfte.
- 1346: Der Oberlausitzer Sechsstädtebund entsteht als Zusammenschluss gegen das regionale Raubrittertum. Der Bund bleibt später bestehen und wird erst im Jahr 1815 aufgelöst.
- 1415: Portugiesische Seefahrer mit König Johann I. an der Spitze nehmen die Stadt Ceuta nach einer gewonnenen Schlacht für ihr Land in Besitz.
- 1482: Päpstliche Truppen unter dem Befehl Roberto Malatestas gewinnen die Schlacht von Campomorto gegen die Armee Neapels unter Herzog Alfons von Kalabrien.
- 1526: Der spanische Entdecker Alonso de Salazar entdeckt die Marshallinseln.
- 1656: Die Belagerung von Riga durch das Heer Zar Alexeis I. im Russisch-Schwedischen Krieg beginnt. Sie endet nach sechs Wochen mit dem Abzug der russischen Armee.
- 1673: In der Seeschlacht vor Texel vereiteln die Niederländer im Dritten Englisch-Niederländischen Krieg ein Landungsvorhaben der Engländer.
- 1716: Die osmanischen Belagerer müssen die Belagerung des venezianischen Korfu aufgeben nachdem dessen Besatzung unter Leitung von Matthias Johann von der Schulenburg mehr als sechs Wochen Widerstand geleistet hat.
- 1728: Der Däne Vitus Bering entdeckt eine zwischen Russland und Alaska gelegene Insel, die er zu Ehren des Tagesheiligen Sankt-Lorenz-Insel nennt.

1772: Gustav III.

- 1772: Der durch Waffengewalt eingeschüchterte schwedische Reichsrat unterzeichnet die von König Gustav III. verkündete Verfassung, mit der die Macht des Adels eingeschränkt und ein aufgeklärt-absolutistisches Regime eingeführt wird.
- 1808: Die in Portugal eingedrungene französische Armee unter General Jean Andoche Junot wird in der Schlacht bei Vimeiro von britischen Truppen unter Sir Arthur Wellesley (später Duke of Wellington), verstärkt um portugiesische Freiwillige, besiegt.
- 1810: Der schwedische Reichstag wählt den französischen Marschall Jean-Baptiste Bernadotte zum Kronprinzen.
- 1831: In den USA bricht ein Sklavenaufstand unter Führung von Nat Turner aus. In einem Teil Virginias töten die Sklaven zunächst ihre Besitzer und ziehen dann von Siedlung zu Siedlung. Bei dem Aufstand werden insgesamt 55 Zivilisten getötet, ehe eine Miliz den Aufstand niederschlägt.
- 1860: Im Zweiten Opiumkrieg nehmen Briten und Franzosen die Taku-Forts ein.
- 1863: Im Massaker von Lawrence während des Amerikanischen Bürgerkrieges wird die Stadt Lawrence in Kansas, eine Hochburg der Sklavereigegner, von prosüdlichen Guerillakämpfern unter William Clark Quantrill angegriffen. 183 Bewohner werden getötet und ein Viertel der Häuser niedergebrannt.

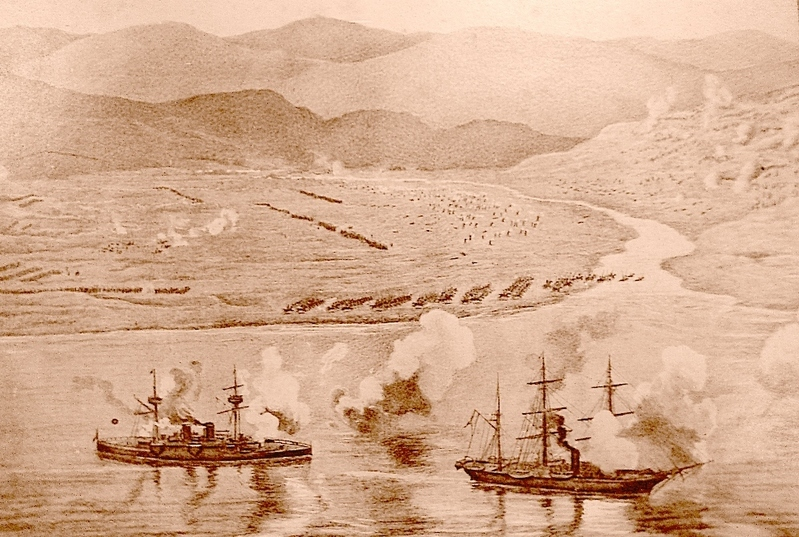
1891: Schlacht von Concón

- 1891: In der Schlacht von Concón setzen sich im Chilenischen Bürgerkrieg die Kongressanhänger gegen die Regierungstruppen von José Manuel Balmaceda durch.

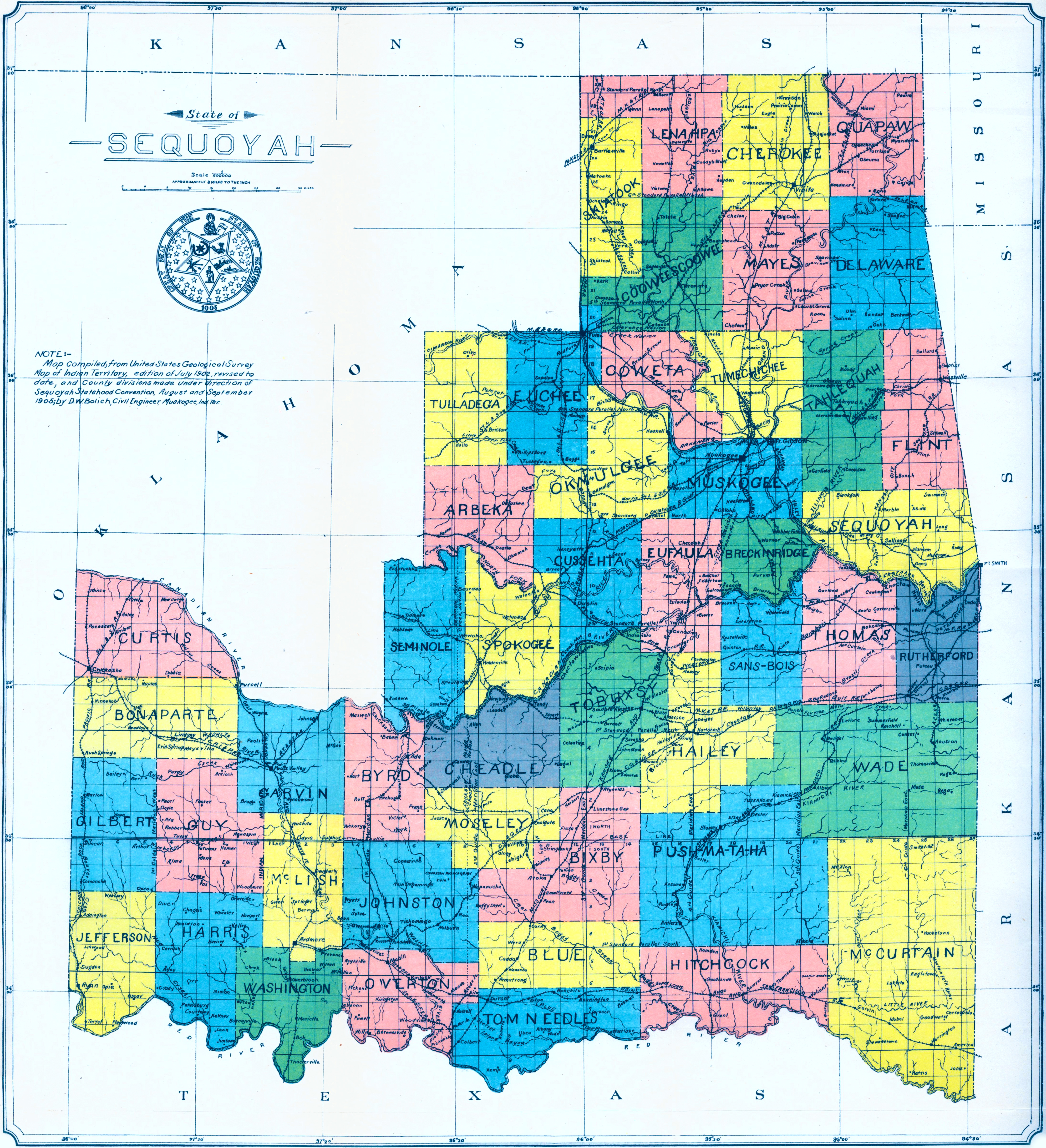
1905: Der projektierte US-Bundesstaat Sequoyah

- 1905: In Muskogee, Oklahoma tritt eine Versammlung mit dem Ziel zusammen, eine Verfassung für den projektierten amerikanischen Bundesstaat Sequoyah auszuarbeiten.
- 1914: Mit dem Aufeinandertreffen deutscher und französischer Truppen beginnt die Schlacht an der Sambre.
- 1942: Auf der Insel Guadalcanal kommt es während der Nacht zum Gefecht am Tenaru, bei dem japanische Truppen beim Versuch, die Stellungen von US-Truppen zu stürmen, fast 800 ihrer knapp 900 Männer verlieren.
- 1942: Deutsche Gebirgsjäger ersteigen während des deutschen Krieges gegen die Sowjetunion den Westgipfel des Elbrus, dem höchsten Berg des Kaukasus, und hissen dort die Reichskriegsflagge.
- 1944: Geschichte der Vereinten Nationen: Die Konferenz von Dumbarton Oaks zur Beratung von Satzung und Struktur einer künftigen Weltorganisation beginnt.
- 1949: Eine Woche nach der ersten Bundestagswahl findet in Konrad Adenauers Wohnhaus in Rhöndorf eine weichenstellende informelle Zusammenkunft maßgebender Politiker von CDU und CSU statt.
- 1953: Nach einer kurzen Phase als Republik wird auf den Malediven auf Grund einer Volksabstimmung wieder das Sultanat eingeführt. Mohammed Farid Didi wird Sultan des Inselstaates.
- 1954: Der CDU-Bundestagsabgeordnete Karlfranz Schmidt-Wittmack setzt sich in die DDR ab.
- 1959: Nach einem Volksentscheid wird das seit dem 7. Juli 1898 bestehende Hawaii-Territorium unter dem Namen Hawaii der 50. Bundesstaat der USA.
- 1968: Truppen des Warschauer Paktes besetzen innerhalb weniger Stunden alle strategisch wichtigen Positionen in der ČSSR (Tschechoslowakische Sozialistische Republik) und beenden damit den so genannten Prager Frühling.
- 1982: Im Libanesischen Bürgerkrieg gehen die ersten (französischen) Soldaten der Multinational Force in Lebanon (MNF) an Land, um den Abzug der Palästinensische Befreiungsorganisation (PLO) zu überwachen.
- 1983: Die Ermordung des philippinischen Oppositionspolitikers Benigno Aquino am Airport von Manila ist der Auslöser für eine Massenbewegung zum Sturz von Präsident Ferdinand Marcos mit der Witwe des Ermordeten Corazon Aquino an der Spitze.
- 1991: Der Augustputsch in Moskau gegen Michail Gorbatschow scheitert, nachdem sich die Mehrheit der Truppen loyal erklärt hat und der russische Präsident Boris Jelzin den Umsturzversuch medienwirksam verurteilt hat.
- 1991: Lettland wird von der Sowjetunion unabhängig, die Verfassung von 1922 wieder in Kraft gesetzt.
- 1999: In Sofia wird das Georgi-Dimitroff-Mausoleum nach einem Beschluss des neuen Ministerrats gesprengt. Der Leichnam Georgi Dimitroffs wurde zuvor eingeäschert und auf dem Sofioter Zentralfriedhof beigesetzt.
- 2013: Giftgasangriffe von Ghuta

### Wirtschaft

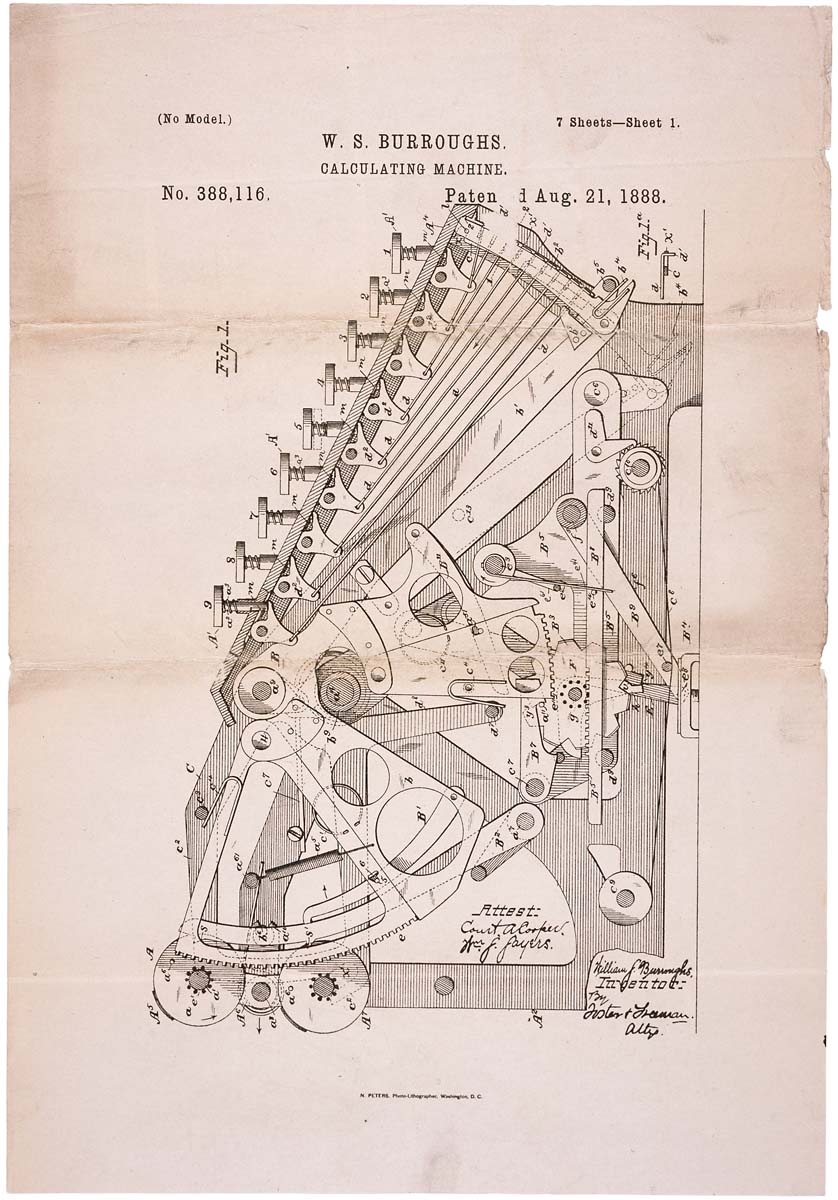
1888: Burroughs’ Rechenmaschine

- 1888: William Seward Burroughs erhält das US-Patent Nummer 388.116 auf das von ihm erfundene Modell einer Rechenmaschine.

### Wissenschaft und Technik
- 1876: Die Wiener Reichsbrücke wird unter dem Namen Kronprinz-Rudolf-Brücke eingeweiht.
- 1909: Walter Kausch führt die erste partielle Duodenopankreatektomie in Berlin durch.
- 1910: Dem Piloten César Copetta Brosio gelingt der erste Motorflug in Chile.
- 1957: Die weltweit erste Interkontinentalrakete, die sowjetische R-7, macht ihren ersten erfolgreichen Testflug.
- 1961: Als erstes Verkehrsflugzeug durchbricht eine Douglas DC-8 beim Sinkflug die Schallmauer.
- 1965: Beim zweiten Versuch glückt der Start von Gemini 5; mit 190 Stunden im Weltall werden Gordon Cooper und Pete Conrad einen neuen Langzeitrekord aufstellen.
- 1972: Start des Ultraviolett- und Röntgen-Teleskops Orbiting Astronomical Observatory 3, auch Copernicus Observatory genannt.
- 1993: Der Funkkontakt zur NASA-Raumsonde Mars Observer bricht endgültig ab.

### Kultur

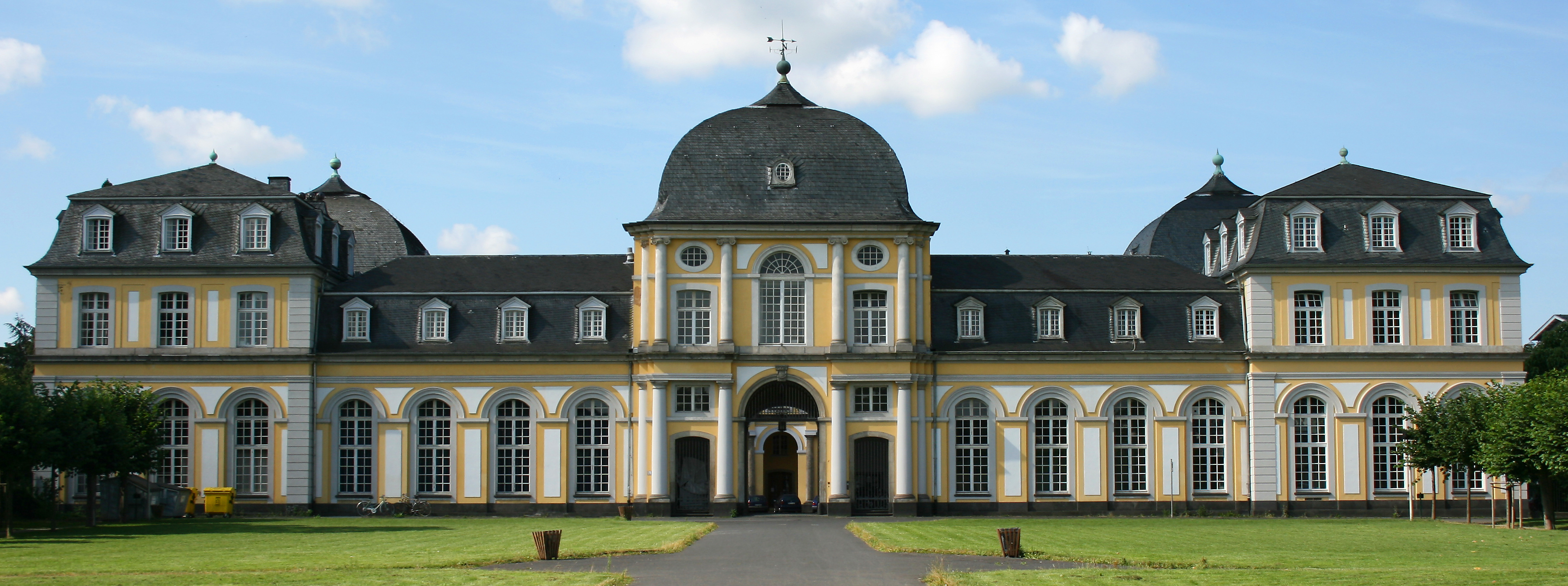
1715: Poppelsdorfer Schloss

- 1715: In Bonn-Poppelsdorf wird der Grundstein für das Poppelsdorfer Schloss gelegt. Der Barockbau entsteht im Auftrag des Kölner Kurfürsten Joseph Clemens von Bayern.
- 1719: Die Uraufführung der Oper Sirita von Antonio Caldara findet in Wien statt.
- 1830: Die Uraufführung der Oper Trois Jours en une heure von Adolphe Adam findet an der Opéra-Comique in Paris statt.
- 1862: Der Wiener Stadtpark wird als erste öffentliche Parkanlage Wiens eröffnet.
- 1887: In Antwerpen wird auf dem Großen Markt der Brabobrunnen enthüllt.

1911: Die Mona Lisa

- 1911: Bei Renovierungsarbeiten im Louvre wird Leonardo da Vincis Mona Lisa entwendet.
- 1954: In São Paulo wird der zur 400-Jahr-Feier geschaffene Parque do Ibirapuera für die Bevölkerung freigegeben.
- 1987: Der Film Dirty Dancing feiert seine US-Premiere.

### Gesellschaft
- 1745: Großfürst Peter Fjodorowitsch, der spätere Zar Peter III., heiratet die deutsche Prinzessin Sophie Auguste Friederike von Anhalt-Zerbst-Dornburg, später besser bekannt als Katharina II.
- 1847: König Oskar I. von Schweden stiftet den Sankt-Olav-Orden, heute höchster Orden von Norwegen.

### Religion
- 1879: Aus dem irischen Ort Knock wird eine Marienerscheinung berichtet. Die Jungfrau Maria, begleitet von ihrem Mann Josef von Nazaret und dem Evangelisten Johannes, wird von etwa 20 bis 22 Uhr von fünfzehn Personen am Südgiebel der Kirche beobachtet.
- 2005: 1,2 Millionen Menschen feiern mit Papst Benedikt XVI. die Abschlussmesse des Weltjugendtages auf dem Marienfeld bei Köln.

### Katastrophen
- 1986: Die plötzliche Freisetzung von rund 1,6 Millionen Tonnen Kohlendioxid aus dem Nyos-See in Kamerun führt zum Erstickungstod von etwa 1700 Menschen in den umliegenden Siedlungen.

Kleinere Unglücksfälle sind in den Unterartikeln von Katastrophe und in der Liste von Katastrophen aufgeführt.

### Natur und Umwelt

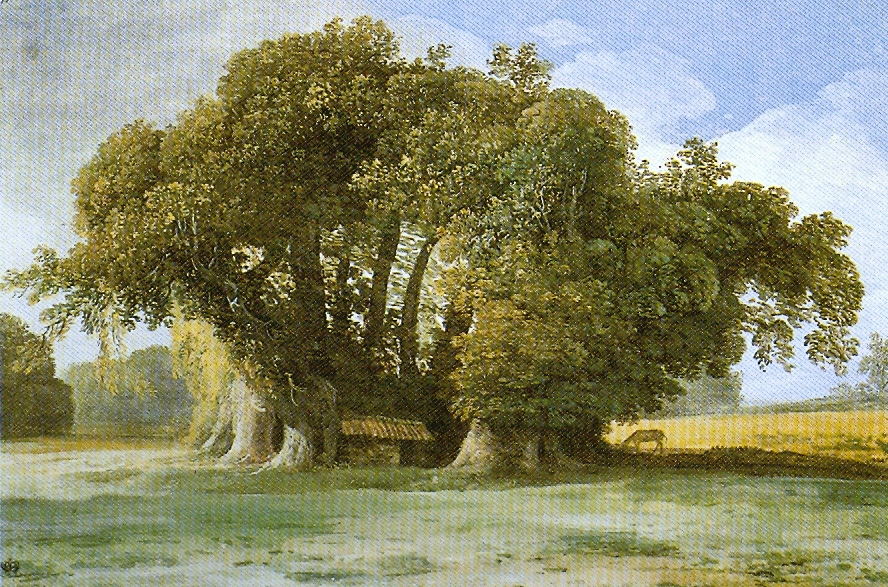
1777: Kastanienbaum

- 1745: Der am Osthang des Ätna in Sizilien stehende Kastanienbaum der hundert Pferde wird unter Naturschutz gestellt.
- 2017: Sonnenfinsternis vom 21. August 2017

### Sport
- 1869: Mit den Bergführern Franz Innerkofler und Peter Salcher gelingt Paul Grohmann die Erstbesteigung der Großen Zinne in den Dolomiten.
- 1955: Beim ersten Fußball-Länderspiel der UdSSR gegen BR Deutschland im Dynamo-Stadion in Moskau gewinnt die Sowjetunion vor 80.000 Zuschauern (darunter 1500 Deutsche) mit 3:2.

Einträge von Leichtathletik-Weltrekorden befinden sich unter der jeweiligen Disziplin unter Leichtathletik.

## Geboren

### Vor dem 18. Jahrhundert
- 1165: Philipp II. August, König von Frankreich
- 1520: Bartholomäus Sastrow, deutscher autobiographischer Schriftsteller
- 1535: Shimazu Yoshihiro, japanischer Feldherr
- 1543: Giovanni Bembo, 92. Doge von Venedig

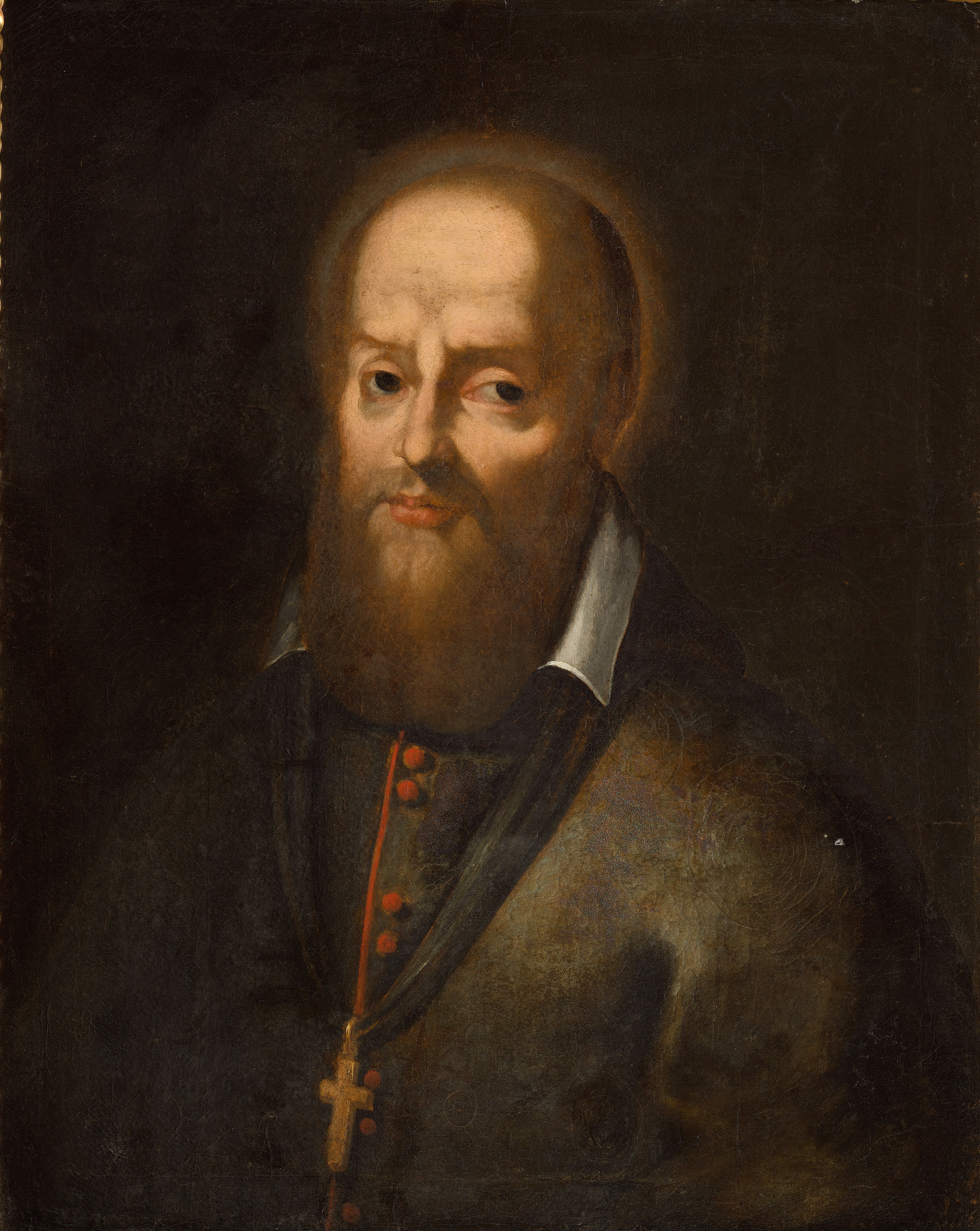
Franz Sales (* 1567)

- 1567: Franz von Sales, Bischof von Genf/Annecy, Ordensgründer, Kirchenlehrer, Heiliger
- 1570: Christoph, Herzog von Braunschweig-Harburg
- 1579: Henri II. de Rohan, französischer Hugenottenführer und Feldherr im Dreißigjährigen Krieg
- 1583: Eleonore von Preußen, Kurfürstin von Brandenburg
- 1583: Denis Pétau, Jesuit und berühmter Chronologe, Historiker
- 1643: Alfons VI., König von Portugal
- 1655: Paul Zeiller, österreichischer Maler
- 1665: Giacomo Filippo Maraldi, französisch-italienischer Astronom und Mathematiker
- 1670: James Fitzjames, 1. Duke of Berwick, französischer Heerführer und Marschall
- 1681: Ernst Friedrich I., Herzog von Sachsen-Hildburghausen
- 1698: Guarneri del Gesù, italienischer Geigenbauer

### 18. Jahrhundert
- 1704: Johann Georg von Sachsen, kursächsischer General und Gouverneur von Dresden
- 1709: Friedrich Heinrich, Markgraf von Brandenburg-Schwedt
- 1709: Luise von Anhalt-Dessau, Fürstin von Anhalt-Bernburg

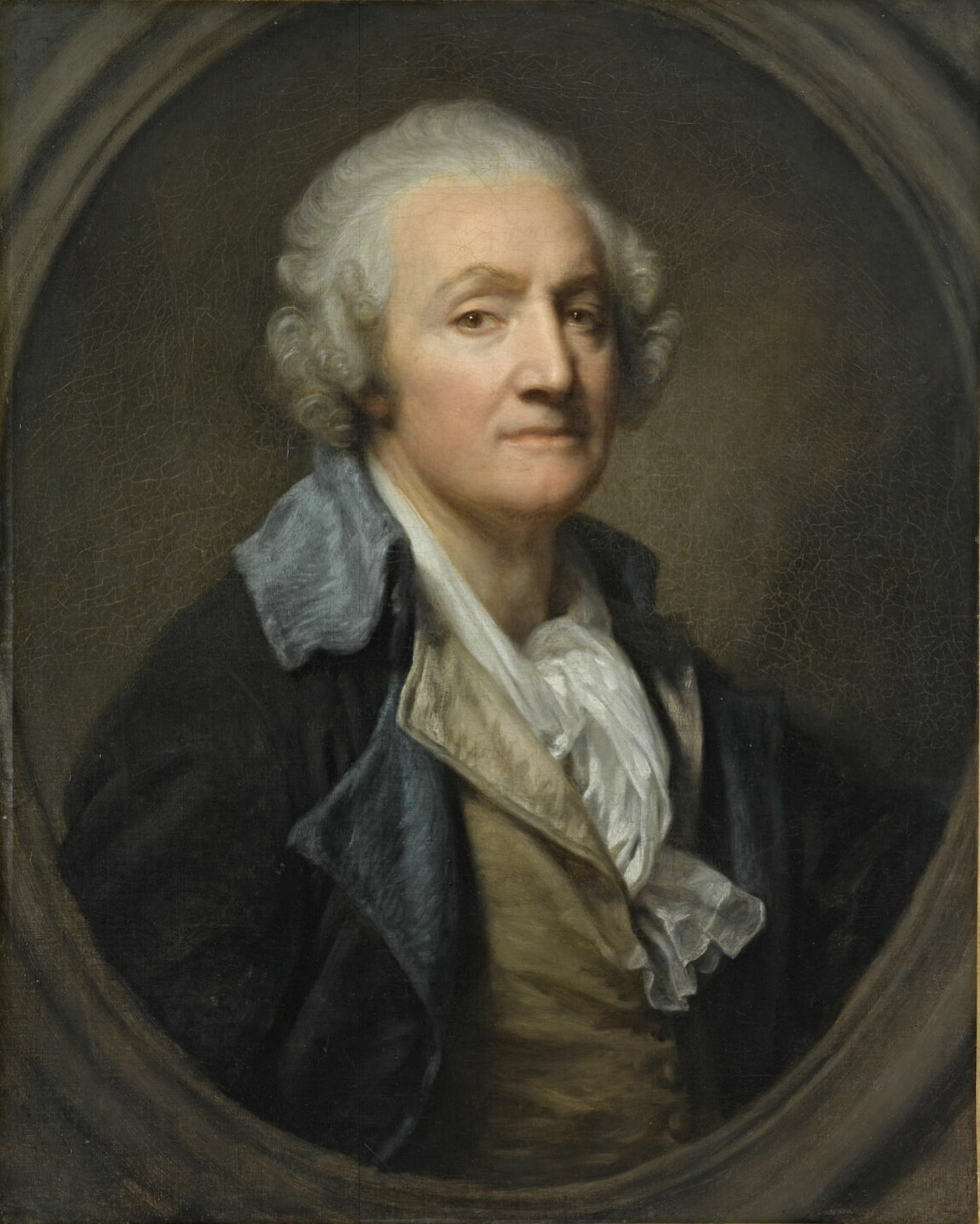
Jean-Baptiste Greuze (* 1725)

- 1725: Jean-Baptiste Greuze, französischer Maler
- 1739: Archibald Campbell, britischer Offizier und Kolonialpolitiker, Gouverneur von Georgia, Jamaika und Madras
- 1740: Jonas de Gélieu, Schweizer Pfarrer und Bienenzüchter
- 1746: Ignaz Umlauf, österreichischer Komponist, Bratschist und Kapellmeister
- 1747: Franz de Paula von Schrank, deutscher Botaniker und Insektenforscher
- 1749: Edvard Storm, norwegischer Lyriker und Pädagoge
- 1752: Jacques Roux, französischer Revolutionär
- 1754: William Murdoch, schottischer Erfinder
- 1754: Banastre Tarleton, britischer Offizier

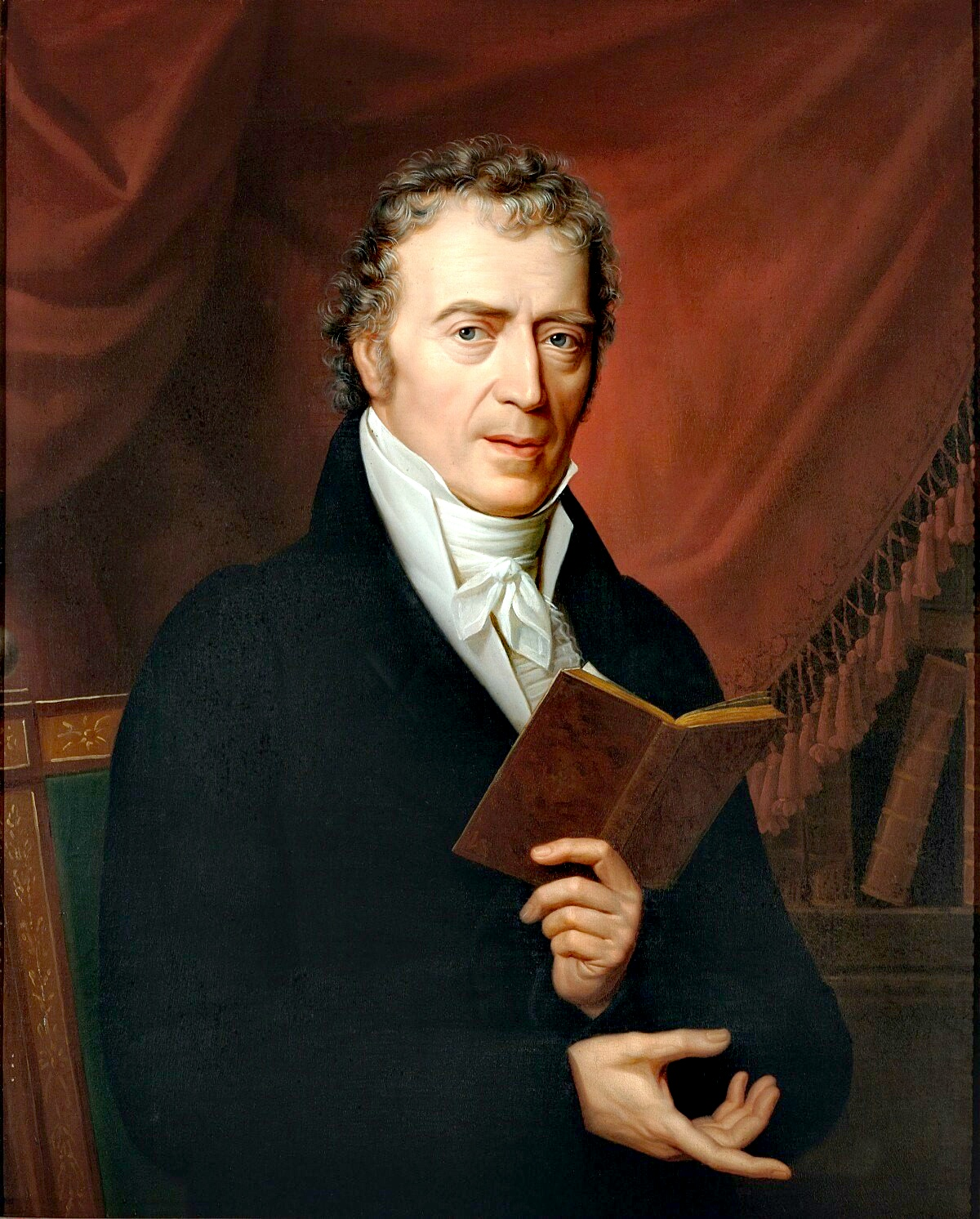
Christian Adolph Overbeck (* 1755)

- 1755: Christian Adolph Overbeck, deutscher Kommunalpolitiker und Dichter, Bürgermeister von Lübeck
- 1756: Johann Friedrich von Waldstein-Wartenberg, Bischof von Seckau
- 1764: Gebhard Johann Achaz von Alvensleben, Gutsherr in Randau und Woltersdorf
- 1765: Johann Heinrich Philipp Seidenstücker, deutscher Pädagoge und Schulleiter
- 1765: Wilhelm IV., König des Vereinigten Königreichs von Großbritannien und Irland und von Hannover
- 1773: Johann Christoph Bauriegel, deutscher Pädagoge
- 1773: Jens Christian Djurhuus, färöischer Bauer und Dichter
- 1776: Elizabeth Parke Custis Law, Enkelin von Martha und George Washington
- 1779: Friedrich Ludwig Escher, Schweizer Plantagenbesitzer und Sklavenhalter
- 1780: Jernej Kopitar, slowenischer Sprachwissenschaftler und Slawist
- 1783: Christian Bethmann, deutscher Orgelbauer
- 1786: Friedrich Wilhelm Karl von Arnim, Polizeipräsident von Berlin
- 1789: Augustin-Louis Cauchy, französischer Mathematiker
- 1789: Thomas Garrett, US-amerikanischer Abolitionist

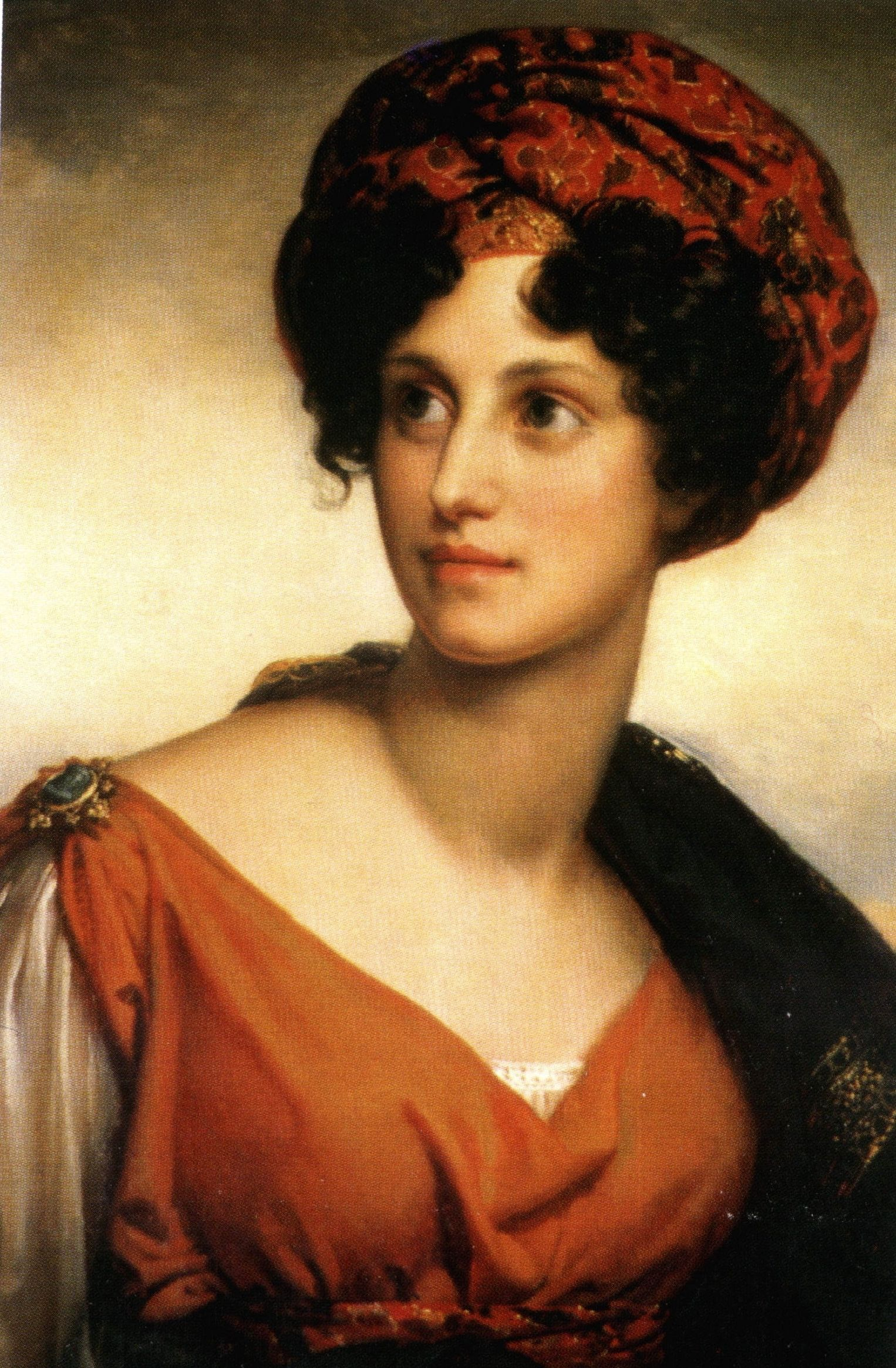
Dorothea von Sagan (* 1793)

- 1793: Dorothea von Sagan, Herzogin von Dino, Talleyrand und Sagan
- 1793: August von Kloeber, deutscher Maler
- 1794: Melchior Philipp Karl Baumann, deutscher Kaufmann und Politiker
- 1794: Bernhard Studer, Schweizer Geologe
- 1795: Franz Michael d’Aubert, deutscher Politiker
- 1796: Asher Brown Durand, nordamerikanischer Maler
- 1796: Hermann Olshausen, deutscher evangelischer Theologe
- 1798: Jules Michelet, französischer Historiker
- 1799: Alexander Robert Reinagle, englischer Organist und Komponist

### 19. Jahrhundert

#### 1801–1850

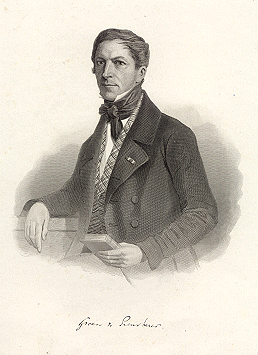
Guillaume Groen van Prinsterer (* 1801)

- 1801: Guillaume Groen van Prinsterer, niederländischer Staatsmann, Geschichtsschreiber und Publizist
- 1802: Joseph-Louis-Elzéar Ortolan, französischer Jurist und Schriftsteller
- 1805: August Bournonville, dänischer Tänzer und Choreograf
- 1805: Friedrich Wilhelm Rettberg, deutscher Theologe, Philosoph und Kirchenhistoriker
- 1806: Johannes Frederik Fröhlich, dänischer Komponist
- 1811: Joseph Derenbourg, deutsch-französischer Orientalist und Sanskritist
- 1813: Josef Groll, bayerischer Braumeister
- 1813: Jean Servais Stas, belgischer Chemiker
- 1814: Marie-Gabriel-Augustin Savard, französischer Musikpädagoge und Komponist
- 1815: Gustav-Adolf Hirn, französischer Physiker
- 1816: Charles Frédéric Gerhardt, französischer Chemiker
- 1819: Wilhelm Geiler, deutscher Auktionator und Heimatdichter
- 1821: William Barksdale, General der Konföderierten Staaten von Amerika
- 1821: Wilhelm Heinrich Schüßler, deutscher Mediziner
- 1823: Auguste Margarethe Feddersen, deutsche Malerin
- 1824: William Balfour Baikie, britischer Afrikaforscher

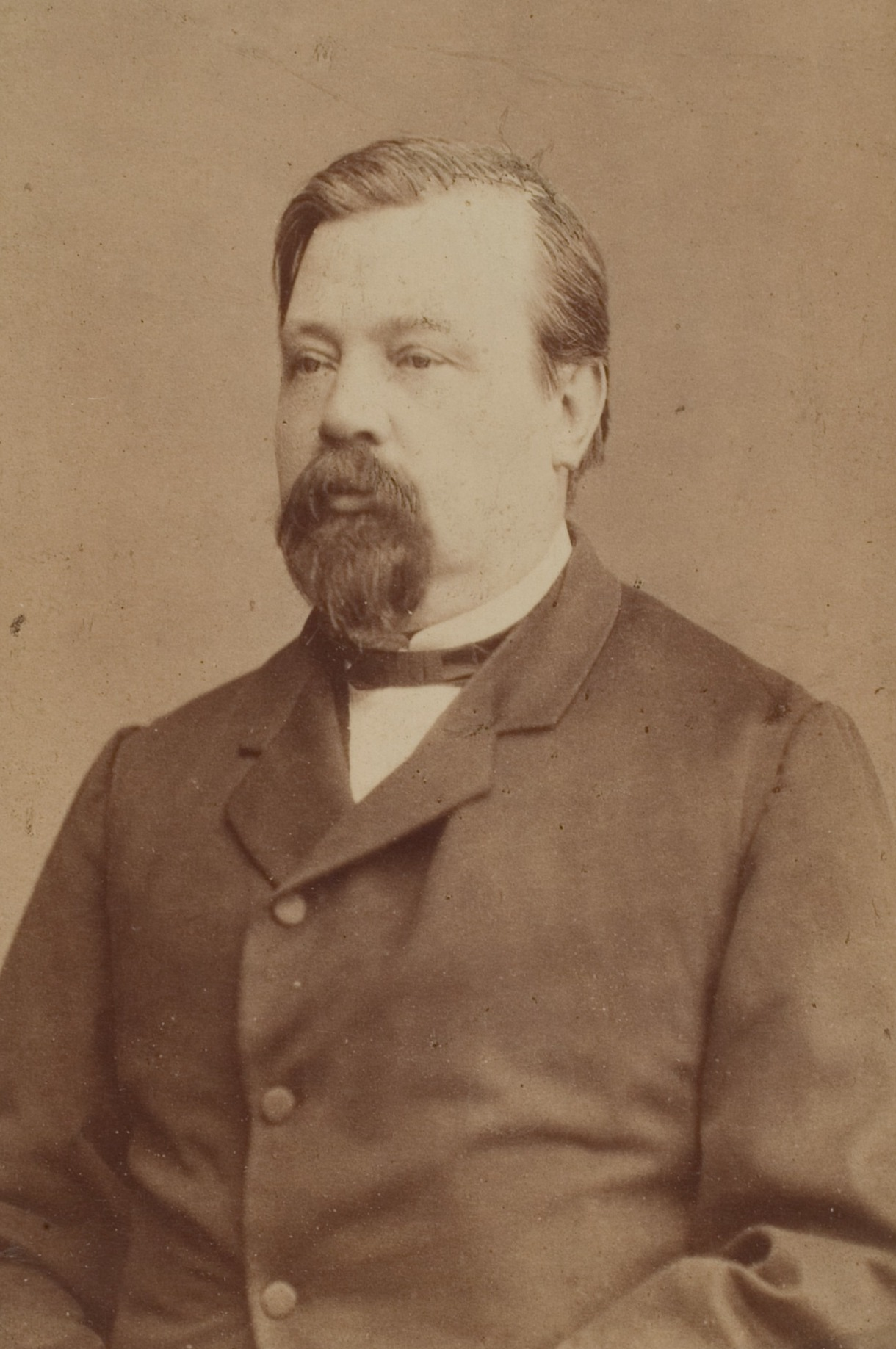
Carl Gegenbaur (* 1826)

- 1826: Carl Gegenbaur, deutscher Mediziner, Anatom, Zoologe und Evolutionsbiologe
- 1829: Otto Goldschmidt, deutscher Komponist
- 1835: Hashimoto Gahō, japanischer Maler
- 1843: Ludwig von Oppenheimer, österreichischer Großgrundbesitzer und Politiker
- 1846: Étienne Bazeries, französischer Offizier
- 1846: Jakob Heilmann, deutscher Bauunternehmer
- 1847: Curt Adolph Netto, deutscher Metallurge und Autor
- 1847: Paul von Ploetz, königlich preußischer General der Infanterie und Politiker
- 1848: Paul-Pierre Henry, französischer Optiker und Astronom
- 1848: Max Liebermann von Sonnenberg, deutscher Offizier, Abgeordneter und Publizist
- 1849: George Grenfell, britischer Missionar und Afrikaforscher

#### 1851–1875

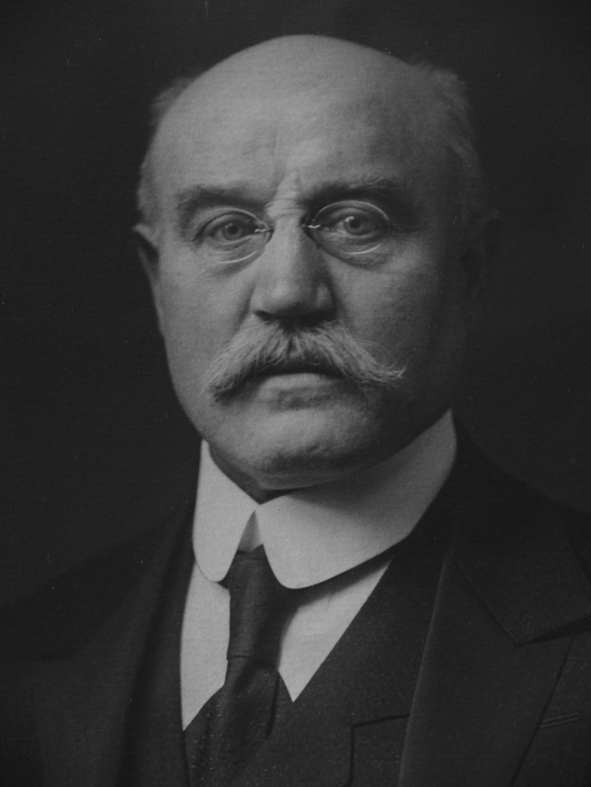
Wilhelm Hoff (* 1851)

- 1851: Wilhelm Hoff, deutscher Beamter, Organisator des preußischen Eisenbahnwesens, Chef des Reichseisenbahnamts, Minister in Preußen
- 1852: Hermann Speck von Sternburg, deutscher Diplomat und Kunstsammler
- 1853: Émile Mayade, französischer Automobilpionier und -rennfahrer
- 1853: Teodoro Valfrè di Bonzo, italienischer Geistlicher, Bischof von Cuneo und Como, Erzbischof von Vercelli, Apostolischer Nuntius, Kardinal
- 1855: Xaver Marnitz, deutsch-baltischer Propst, evangelischer Märtyrer
- 1855: Georg von Rheinbaben, preußischer Politiker, Minister
- 1856: August Kirstein, österreichischer Architekt
- 1857: Helene Voigt, deutsche Schriftstellerin
- 1858: Rudolf von Österreich-Ungarn, österreichischer Erzherzog, Thronfolger von Österreich-Ungarn
- 1860: Georg Hermann Emil Friedrich Kautz, deutscher Verwaltungsjurist und Ministerialdirektor
- 1860: Max Türkheimer, deutscher Ingenieur und Unternehmer
- 1860: Ludwig Wahrmund, österreichischer Jurist

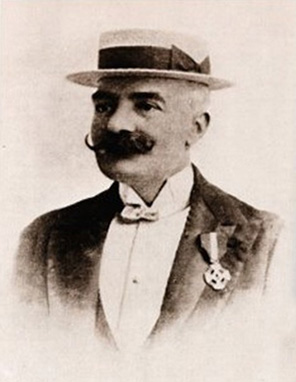
Emilio Salgari (* 1862)

- 1862: Emilio Salgari, italienischer Schriftsteller
- 1864: Alfred Ammelburg, deutscher Chemiker und Manager
- 1864: Richard Wolffenstein, deutscher Chemiker
- 1866: Franz Salvator von Österreich-Toskana, österreichischer Erzherzog
- 1867: Simon von Wimpffen, österreichischer Adliger und Unternehmer
- 1868: Ugaki Kazushige, japanischer General
- 1869: Dinah Kohnstamm, niederländische Künstlerin, Opfer der Shoa
- 1869: Paul List, deutscher Verleger
- 1870: Wilhelm Kolb, deutscher Politiker, MdL
- 1870: Edmond Malherbe, französischer Komponist
- 1871: Leonid Nikolajewitsch Andrejew, russischer Schriftsteller
- 1871: Wilhelm Capelle, deutscher Altphilologe
- 1871: Hugo Graf von und zu Lerchenfeld auf Köfering und Schönberg, deutscher Politiker und Diplomat, Ministerpräsident und Minister von Bayern, MdR, Botschafter in Österreich und Belgien
- 1872: Aubrey Beardsley, britischer Illustrator, Dichter, Grafiker und Karikaturist
- 1874: Alice Schalek, österreichische Journalistin, Fotografin und Autorin
- 1875: Heinrich Jasper, deutscher Politiker, Mitglied der Weimarer Nationalversammlung, MdL, Ministerpräsident und Minister des Freistaates Braunschweig

#### 1876–1900

Constantin von Economo (* 1876)

- 1876: Hedwig von Ostermann, österreichische Theaterschauspielerin
- 1876: Constantin von Economo, österreichischer Professor für Psychiatrie und Neurologie
- 1878: Richard Girulatis, deutscher Fußballtrainer
- 1879: Eugen Baumgartner, badischer Kultusminister
- 1882: Franz Kruckenberg, deutscher Ingenieur und Konstrukteur
- 1884: Chandler Egan, US-amerikanischer Golfer
- 1884: Bohumil Kubišta, tschechischer Maler
- 1885: Hans Dreier, deutschstämmiger Künstler und Filmarchitekt
- 1886: Max Jara, chilenischer Dichter
- 1887: Hermann Hammerschmidt, deutscher Rechtsanwalt und Notar
- 1887: James P. Moody, britischer Seemann, sechster Offizier der Titanic
- 1888: Giulio Foresti, italienischer Automobilrennfahrer
- 1888: Wilhelm Schmidt, deutscher Politiker, MdB
- 1889: Thea Aichbichler, deutsche Schauspielerin
- 1889: Richard O’Connor, britischer General
- 1891: Artur Guttmann, österreichischer Komponist
- 1891: Heinrich-Wilhelm Ruhnke, deutscher Politiker
- 1892: Charles Vanel, französischer Schauspieler und Regisseur

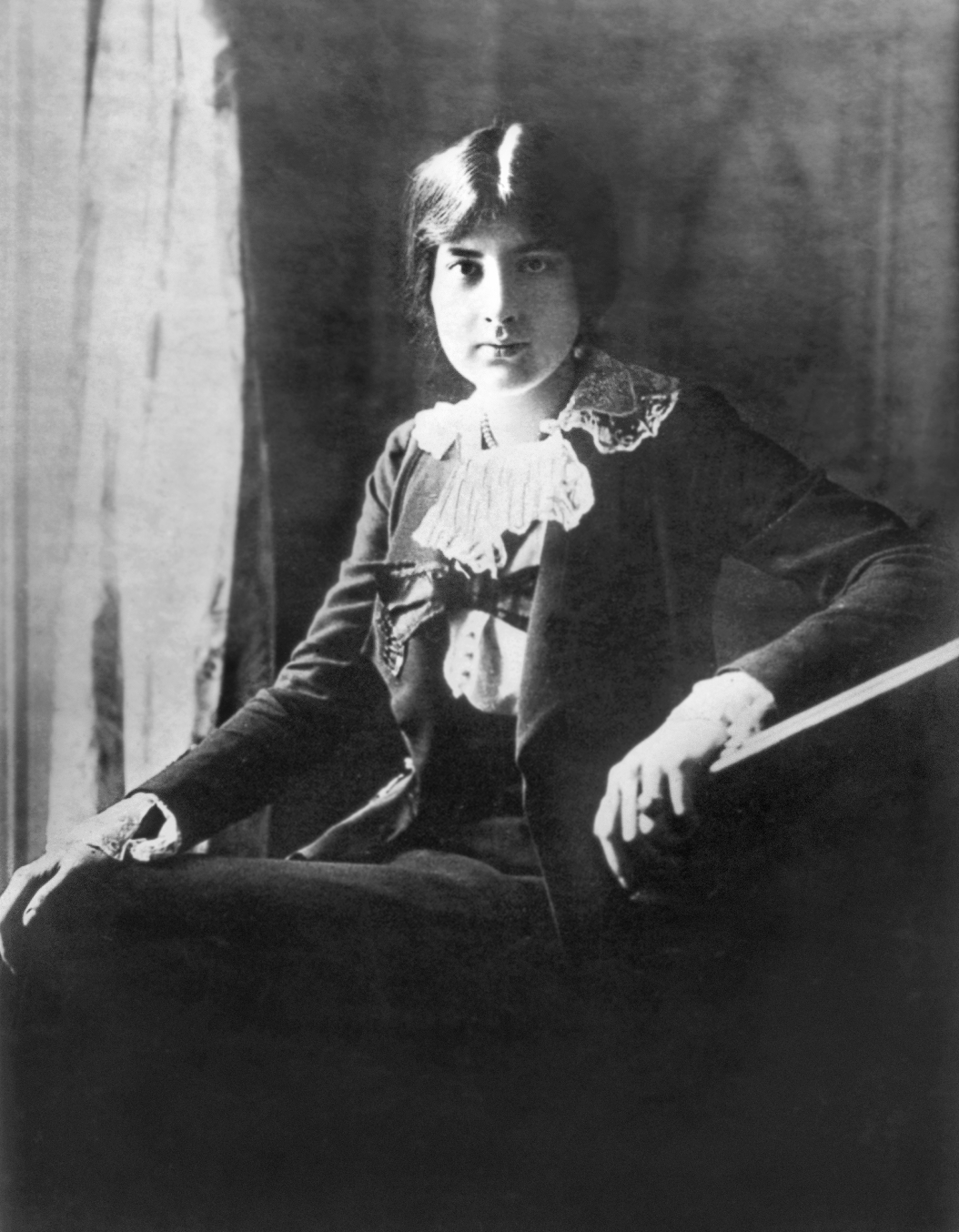
Lili Boulanger (* 1893)

- 1893: Lili Boulanger, französische Komponistin
- 1894: Christian Schad, deutscher Maler und Grafiker
- 1894: Hans Tügel, deutscher Schauspieler, Hörspielsprecher, Regisseur und Autor
- 1895: Blossom Rock, US-amerikanische Schauspielerin
- 1895: Alexander Pawlowitsch Winogradow, russischer Geochemiker und Vizepräsident der Akademie der Wissenschaften der UdSSR
- 1897: Franz Arnold, schweizerischer Politiker
- 1897: Aruga Kōsaku, japanischer Admiral
- 1898: Hans Asmussen, deutscher lutherischer Pastor
- 1898: Edgar Bonjour, Schweizer Geschichtswissenschaftler, Historiker und Autor
- 1899: Lewis Lyne, britischer Offizier
- 1900: Hans Stübner, deutscher Maler und bildender Künstler

### 20. Jahrhundert

#### 1901–1925
- 1901: Edward Thomas Copson, britischer Mathematiker
- 1902: Werner Fischer, deutscher Chemiker
- 1903: Josef Dahmen, deutscher Schauspieler
- 1903: Fritz Scherwitz, Betriebsleiter von Werkstätten für jüdische Zwangsarbeiter in Riga
- 1903: Paul van Cuyck, belgischer Unternehmer und Automobilrennfahrer

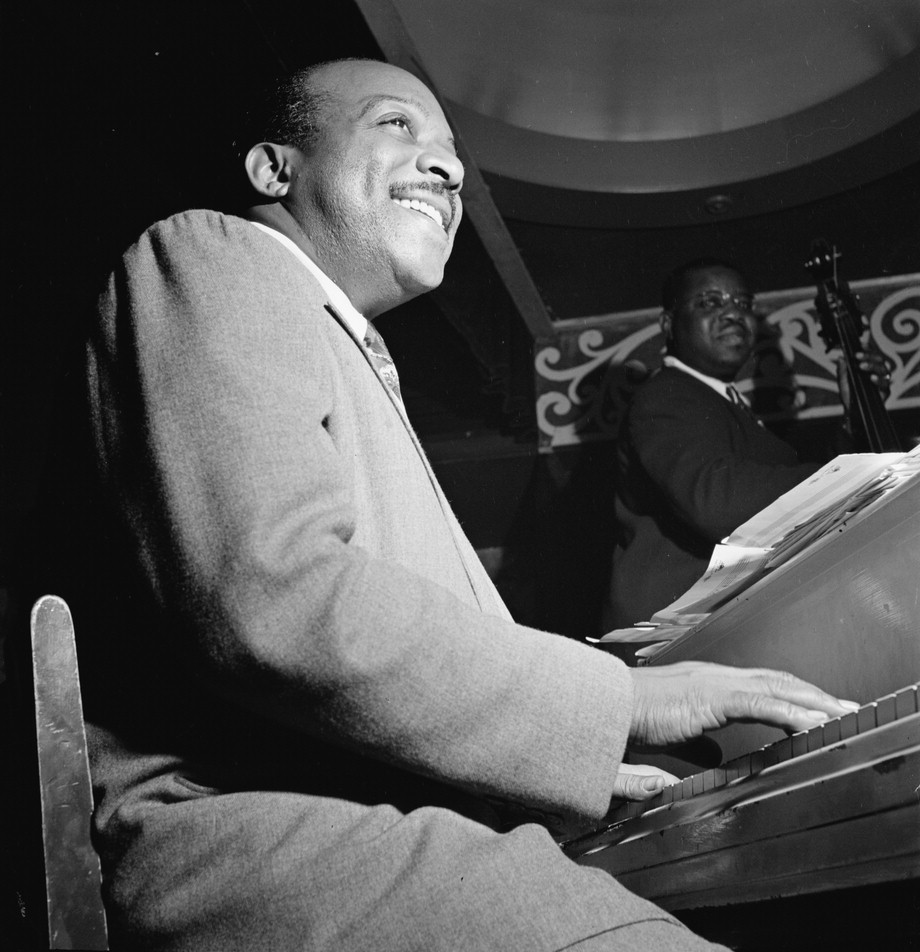
Count Basie (* 1904)

- 1904: Count Basie, US-amerikanischer Jazz-Pianist, Organist und Bandleader
- 1904: Sergei Semjonowitsch Birjusow, sowjetischer Marschall
- 1904: Herbert Hesmer, deutscher Forstwissenschaftler
- 1905: Friz Freleng, US-amerikanischer Cartoonist und Filmproduzent
- 1905: Helmut von Zborowski, österreichischer Flugzeugkonstrukteur
- 1906: Hans Fischer, deutscher Jurist, Polizist und SS-Führer
- 1907: Walter Frentz, deutscher Fotograf, Kameramann und Farbfotopionier
- 1907: Kurt Gregor, Minister für Außenhandel und Innerdeutschen Handel der DDR
- 1908: Guillermo Arellano, chilenischer Fußballspieler
- 1908: Mary M. Kaye, britische Autorin

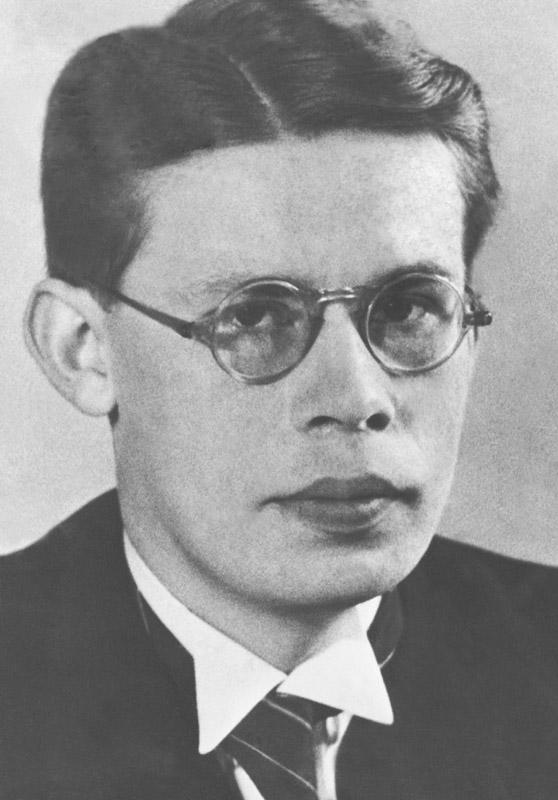
Nikolai Bogoljubow (* 1909)

- 1909: Nikolai Nikolajewitsch Bogoljubow, russischer Physiker
- 1909: C. Douglas Dillon, US-amerikanischer Politiker
- 1909: Karl Hans Janke, deutscher Künstler
- 1910: Sebastian Hering, deutscher Ringer
- 1911: Gedeon Barcza, ungarischer Schachspieler
- 1911: Anthony Boucher, US-amerikanischer Science-Fiction- und Mystery-Autor
- 1912: Toe Blake, kanadischer Eishockeyspieler
- 1912: Robert L. Fish, US-amerikanischer Kriminalschriftsteller
- 1912: Robert Lips, Schweizer Comiczeichner, Schöpfer der „Globi“-Figur
- 1913: Wiktor Sergejewitsch Rosow, russischer Dramatiker
- 1913: Karl Storch, deutscher Leichtathlet
- 1914: Pinuccio Ardia, italienischer Schauspieler
- 1914: Wilhelm Schneemelcher, deutscher Theologe und Kirchenhistoriker
- 1915: Antonio de Raco, argentinischer Pianist und Musikpädagoge italienischer Herkunft
- 1916: Robert Gagné, US-amerikanischer experimenteller Psychologe und Pädagoge
- 1916: Geoffrey Keen, britischer Schauspieler

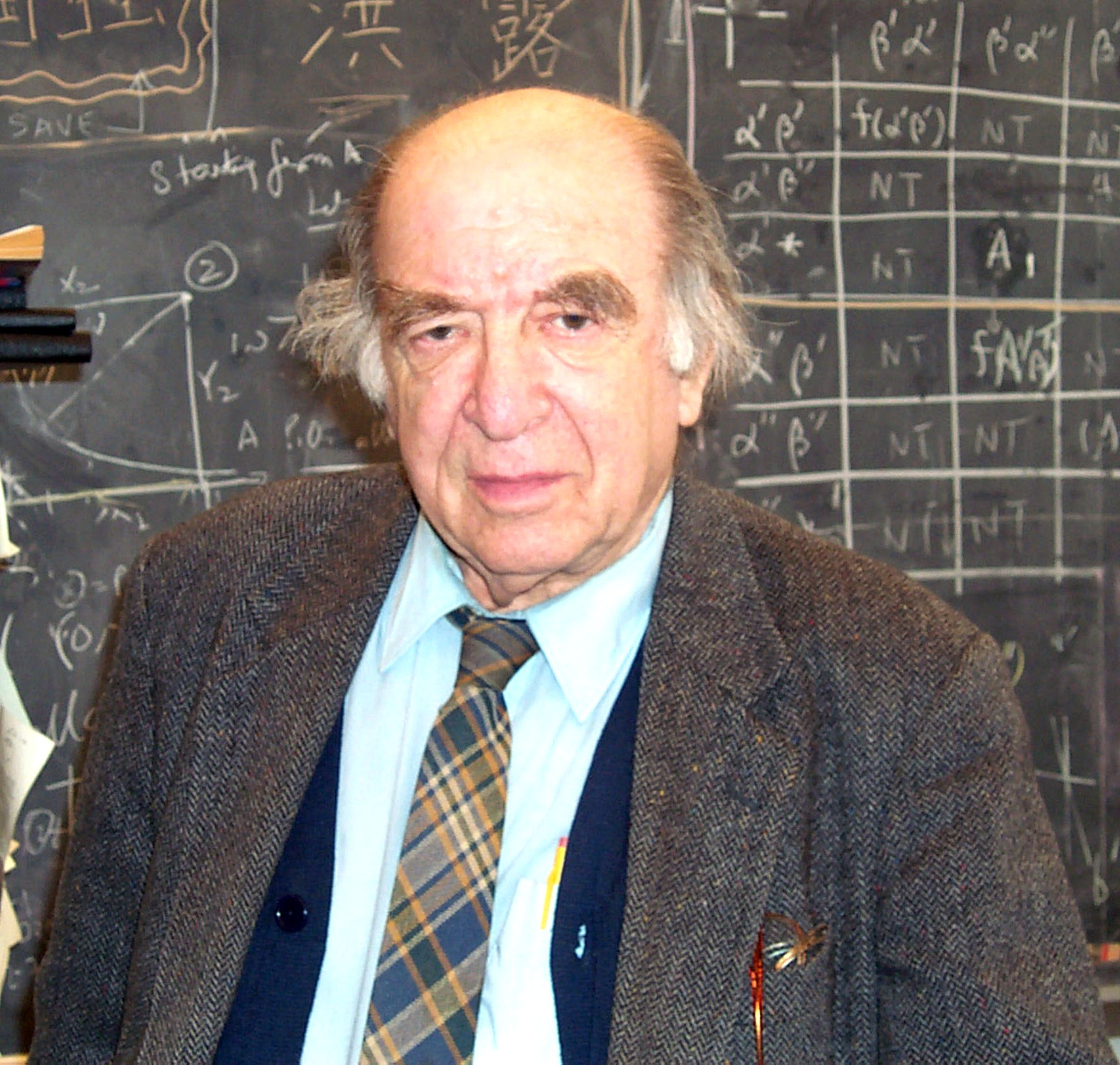
Leonid Hurwicz (* 1917)

- 1917: Leonid Hurwicz, US-amerikanischer Ökonom
- 1917: Erkki Savolainen, finnischer Boxer
- 1918: Bruria Kaufman, israelische Physikerin
- 1918: Jacques Monod, französischer Schauspieler
- 1919: Tommy Reilly, kanadischer Musiker
- 1921: Wolfgang Heyl, deutscher Politiker
- 1921: Raymond Gerhardt Hunthausen, römisch-katholischer Erzbischof
- 1922: M. Robert Aaron, US-amerikanischer Elektroingenieur
- 1922: Elisabeth Alexander, deutsche Schriftstellerin
- 1923: Cliff Adams, britischer Orchesterleiter, Sänger und Radiomoderator
- 1923: Keith Allen, kanadischer Eishockeyspieler, -trainer und -funktionär
- 1924: Ronald Gillespie, britischer Chemiker
- 1924: Jürgen Girgensohn, deutscher Politiker
- 1924: Arthur Janov, US-amerikanischer Psychologe

#### 1926–1950

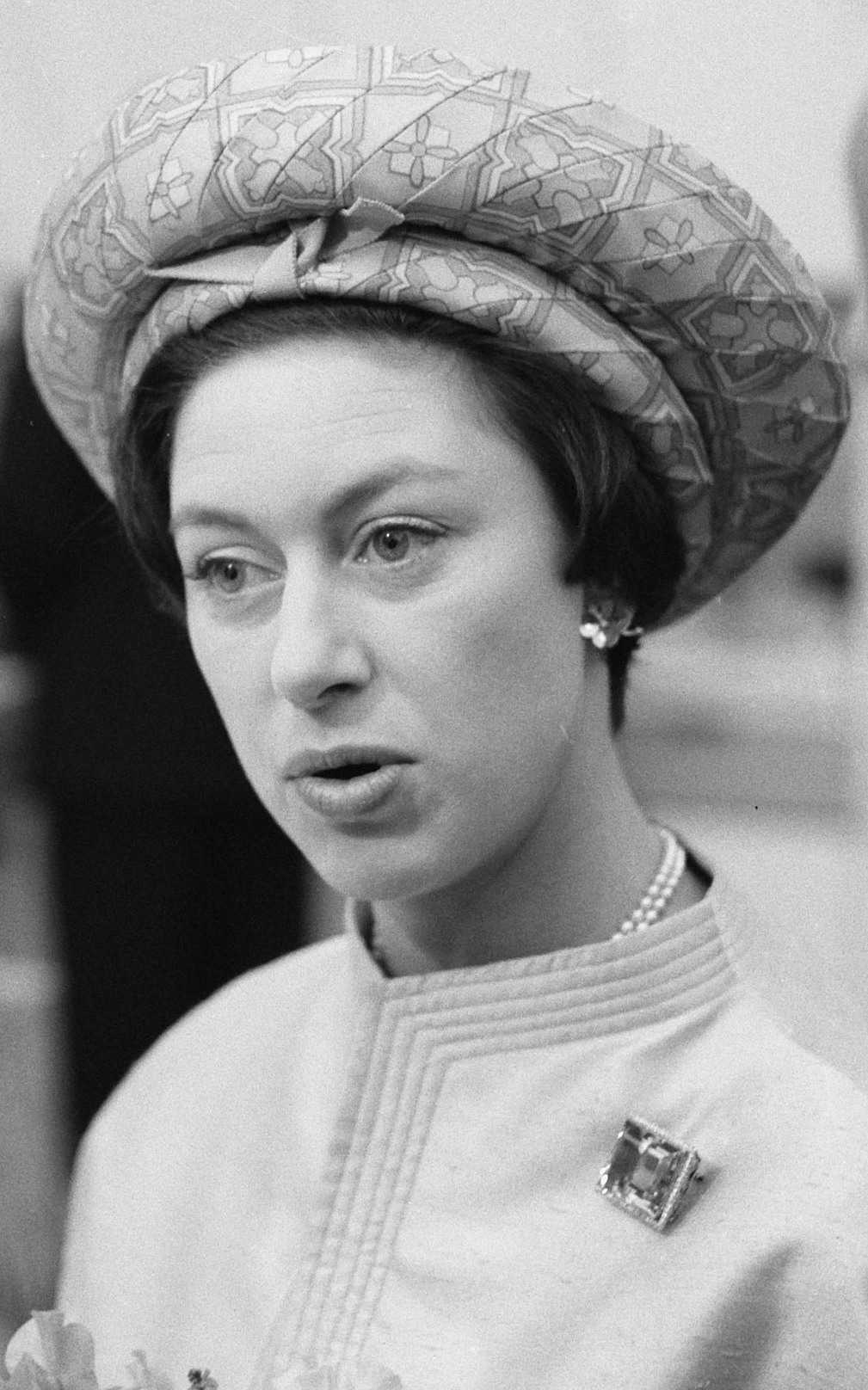
Margaret, Countess of Snowdon (* 1930)

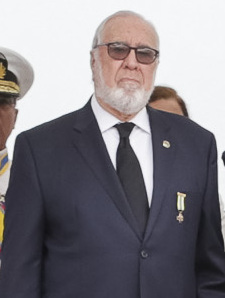
Gustavo Noboa (* 1937)

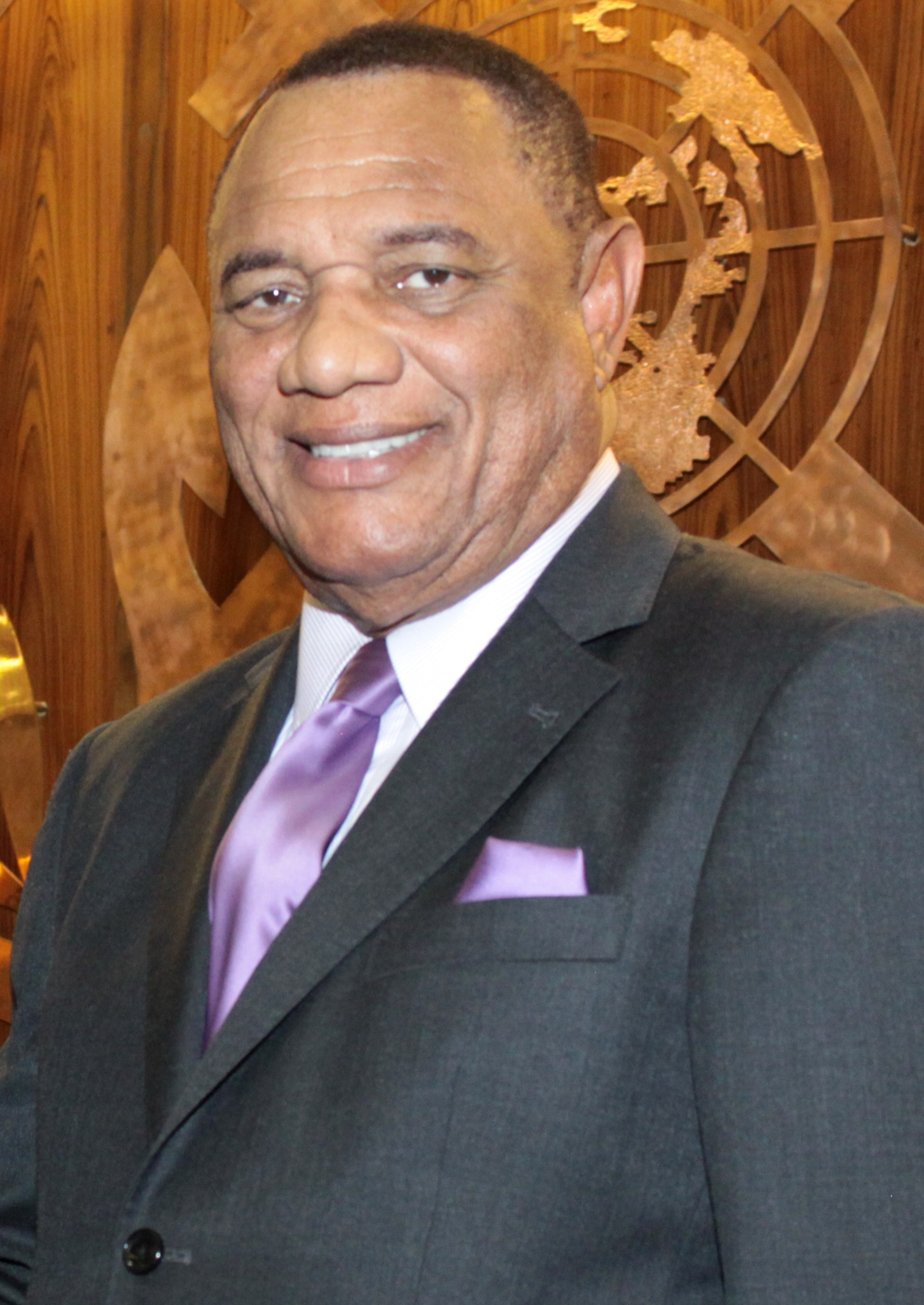
Perry Christie (* 1943)

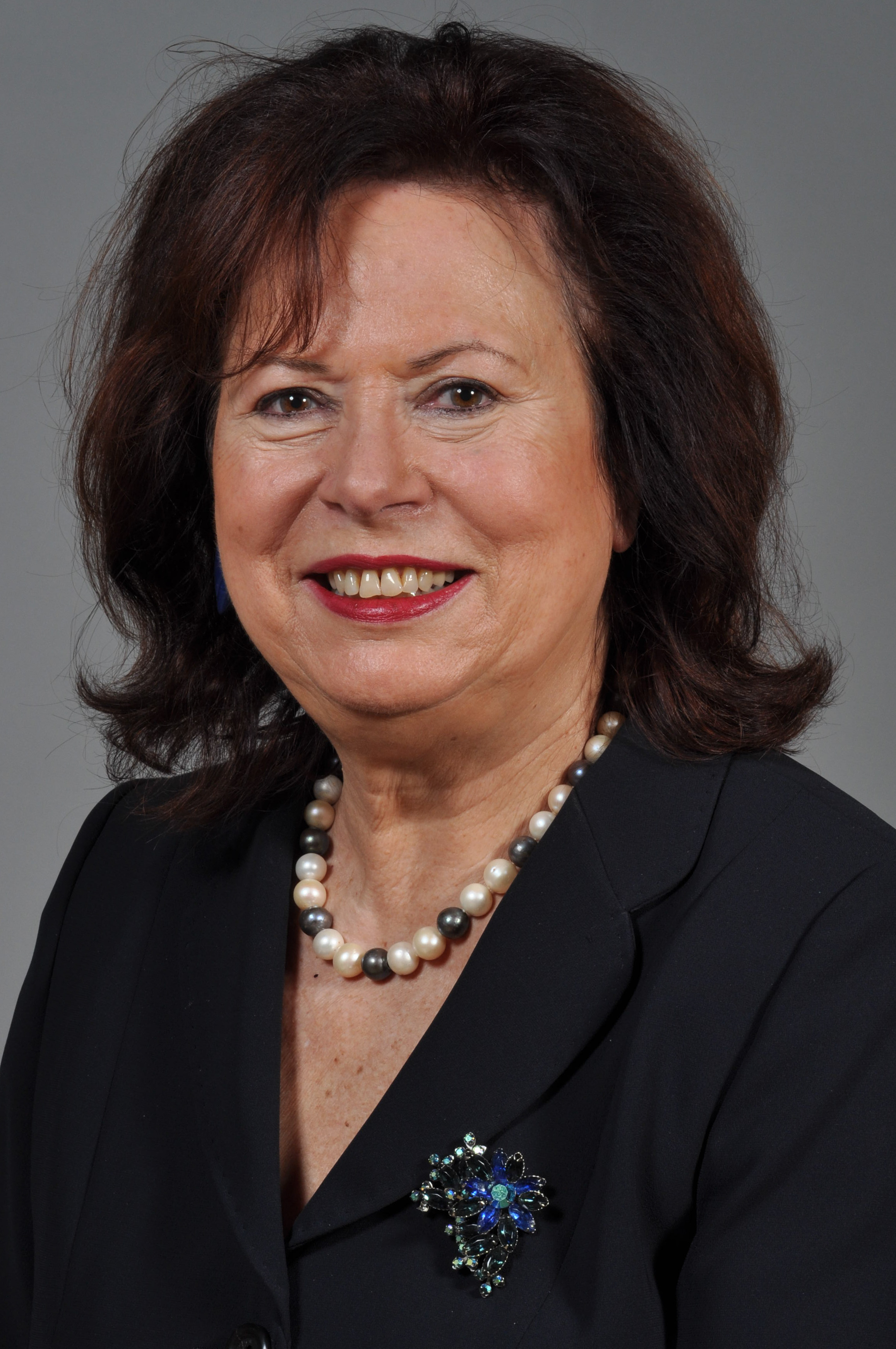
Ilka von Boeselager (* 1944)

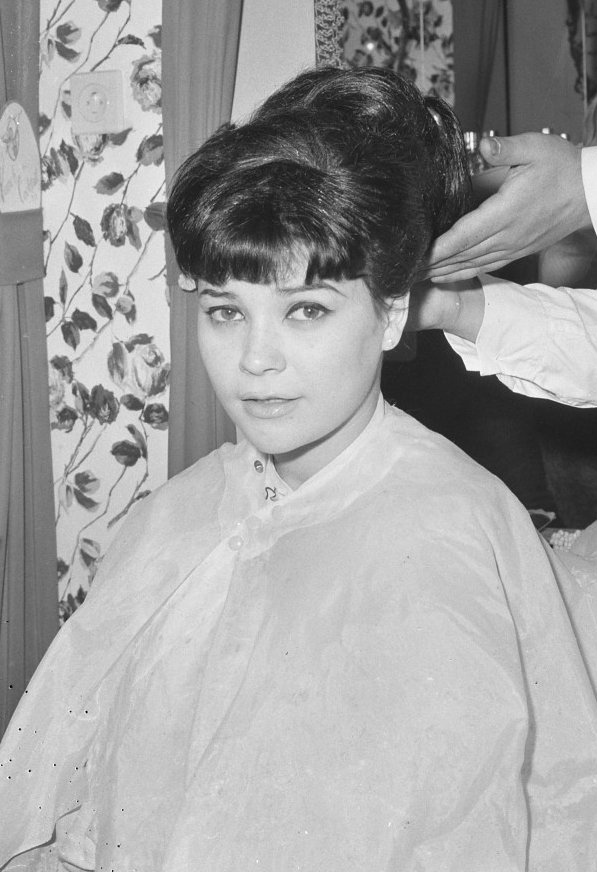
Suzie (* 1946)

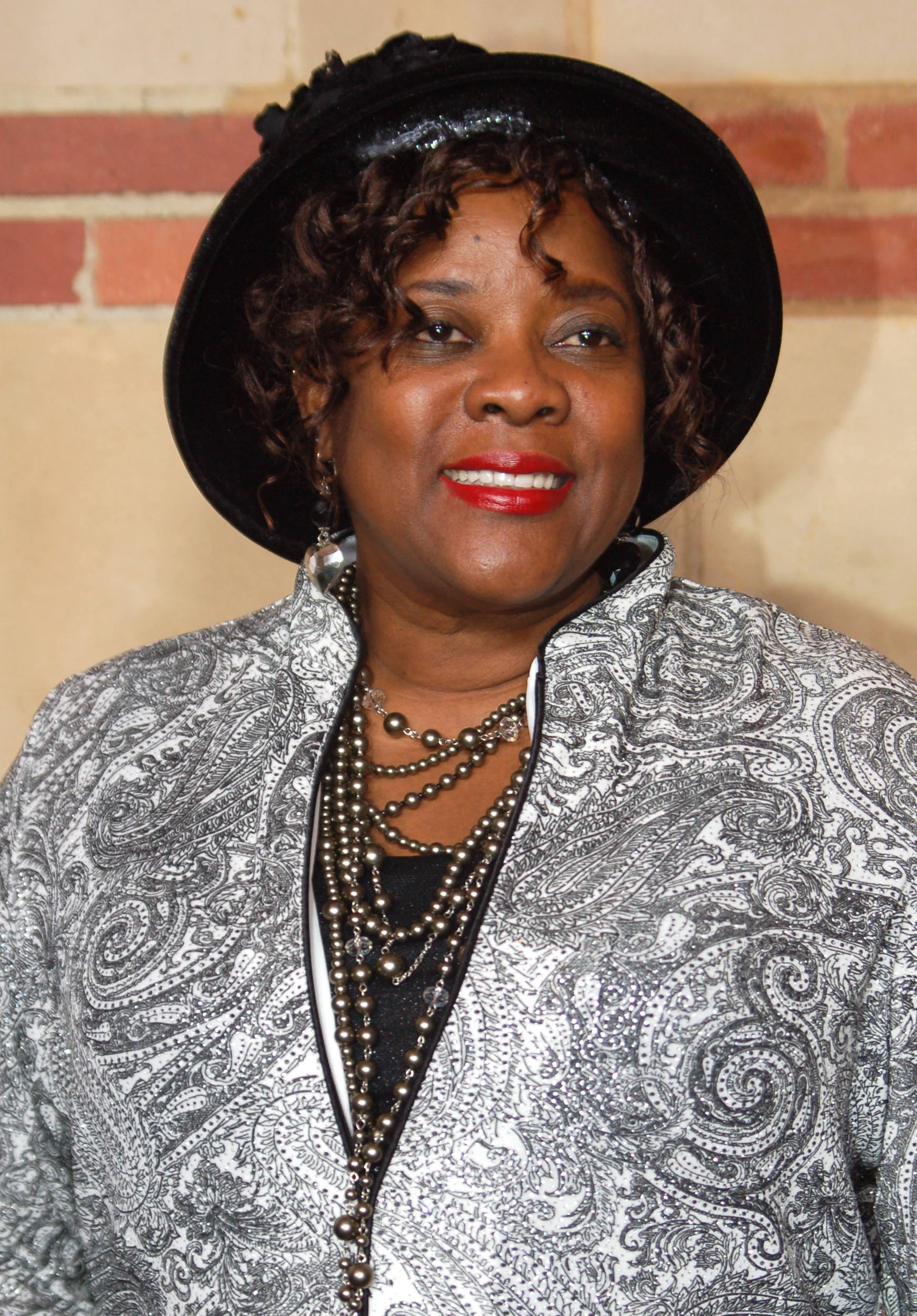
Loretta Devine (* 1949)

- 1926: Felix Czeike, österreichischer Historiker und Volksbildner
- 1926: Marian Jaworski, Erzbischof von Lviv und Kardinal
- 1927: Wilhelm Killmayer, deutscher Komponist
- 1927: Hans-Georg Schweiger, deutscher Zellbiologe
- 1928: Art Farmer, US-amerikanischer Jazz-
- 1928: Zdeněk Lukáš, tschechischer Komponist
- 1928: Gillian Sheen, britische Fechterin
- 1928: Hans Voelkner, Geheimagent der DDR
- 1929: Vija Artmane, lettisch-sowjetische Schauspielerin
- 1929: Margaret Eva Rayner, britische Mathematikerin
- 1930: Margaret, Countess of Snowdon, britische Adelige, jüngere Schwester der Königin Elisabeth II.
- 1930: Frank Perry, US-amerikanischer Filmregisseur und Produzent
- 1930: Robert Steckle, kanadischer Ringer
- 1931: Barry Foster, britischer Schauspieler
- 1931: Dietrich Schuberth, deutscher Kirchenmusiker und evangelischer Theologe
- 1932: Louis de Branges de Bourcia, französischer Mathematiker
- 1932: Rolf Möller, deutscher Maler
- 1932: Kurt Stettler, Schweizer Fußballspieler
- 1933: Janet Baker, englische Mezzo-Sopranistin
- 1933: Zbigniew Bujarski, polnischer Komponist und Maler
- 1933: Michael Dacher, deutscher Bergsteiger
- 1933: Noemie Benczer Koller, österreichisch-amerikanische Kernphysikerin
- 1934: Gennadi Nikolajewitsch Aigi, russischer Lyriker
- 1934: Michel Darbellay, Schweizer Alpinist
- 1934: Simon Phillips, britischer Automobilrennfahrer
- 1934: Ferenc Stámusz, ungarischer Radrennfahrer
- 1935: Ali Mitgutsch, deutscher Illustrator, Maler, Bilderbuchautor
- 1936: Wilt Chamberlain, US-amerikanischer Basketballspieler
- 1936: Booth Gardner, US-amerikanischer Politiker
- 1936: Dilara Hashem, bengalische Rundfunkredakteurin und Schriftstellerin
- 1936: Klaus Christian Plönzke, deutscher IT-Unternehmer
- 1937: Gustavo Noboa, Staatspräsident von Ecuador
- 1938: Kenny Rogers, US-amerikanischer Countrysänger und Schauspieler
- 1938: Wolfgang Wiltschko, deutscher Zoologe und Verhaltensforscher
- 1939: Fritz Baader, deutscher Kameramann und Kameraassistent
- 1939: James Burton, US-amerikanischer Musiker
- 1939: Festus Mogae, botswanischer Politiker und Staatspräsident
- 1940: Günter Helmchen, deutscher Chemiker
- 1941: Rolf Koppe, deutscher Bischof
- 1941: György Vukán, ungarischer Komponist, Pianist und Jazzmusiker
- 1942: Volker Danner, deutscher Fußballspieler
- 1942: Wilken F. Dincklage, deutscher Musiker und Radiomoderator
- 1942: Tommy Kent, deutscher Schlagersänger, Schauspieler, Maler und Architekt
- 1942: John Rigby, australischer Schwimmer
- 1942: Ernst Welteke, deutscher Politiker und Volkswirt, Bundesbankpräsident
- 1943: Perry Christie, Premierminister der Bahamas
- 1943: Patrick Demarchelier, französischer Fotograf
- 1943: Peter Pfeiffer, deutscher Designer
- 1944: Ilka von Boeselager, deutsche Politikerin und MdL, Unternehmerin
- 1944: Peter Weir, australischer Filmregisseur
- 1945: Willie Lanier, US-amerikanischer American-Football-Spieler
- 1945: Patty McCormack, US-amerikanische Schauspielerin
- 1945: Basil Poledouris, US-amerikanischer Filmkomponist
- 1946: Nick Benjamin, deutscher Off-Sprecher, Sänger, Moderator und Schauspieler
- 1946: Suzie, niederländische Schlagersängerin
- 1947: Davorin Kempf, kroatischer Komponist, Pianist und Musikwissenschaftler
- 1947: Ben Shneiderman, US-amerikanischer Informatiker
- 1947: Marlies Volkmer, deutsche Politikerin
- 1948: Ezzat Abou Aouf, ägyptischer Schauspieler, Musiker und Fernsehmoderator
- 1948: Thoma Gaqi, albanischer Komponist und Hochschullehrer
- 1949: Loretta Devine, US-amerikanische Schauspielerin
- 1950: Patrick Juvet, Schweizer Sänger, Pianist und Songschreiber

#### 1951–1975
- 1951: Bernhard Germeshausen, deutscher Bobpilot
- 1951: Glenn Hughes, britischer Rockmusiker

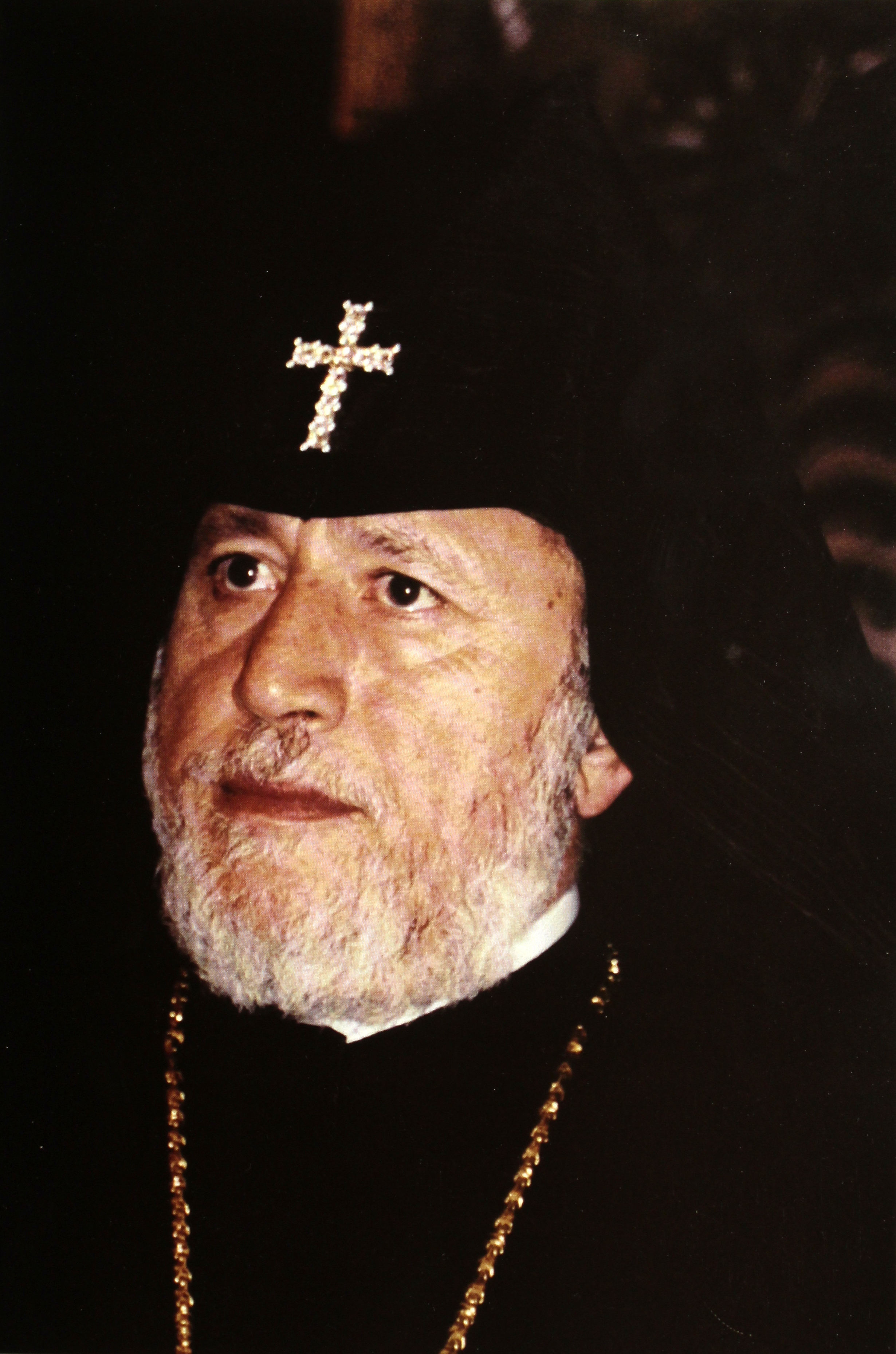
Karekin II. (* 1951)

- 1951: Karekin II., Katholikos der armenisch-gregorianischen Apostelkirche
- 1951: Albert Krebs, deutscher Fußballspieler
- 1952: Andreas Gross, Schweizer Nationalrat
- 1952: Jiří Paroubek, tschechischer Politiker
- 1952: Tor Wennesland, norwegischer Diplomat
- 1952: Joe Strummer, britischer Musiker und Sänger
- 1953: Gérard Janvion, französischer Fußballspieler
- 1954: Siegfried Jaschinski, deutscher Bankmanager
- 1954: Didier Six, französischer Fußballspieler
- 1955: Peter Goerke-Mallet, deutscher Bergbauingenieur
- 1955: Anne-Louise Lambert, australische Schauspielerin

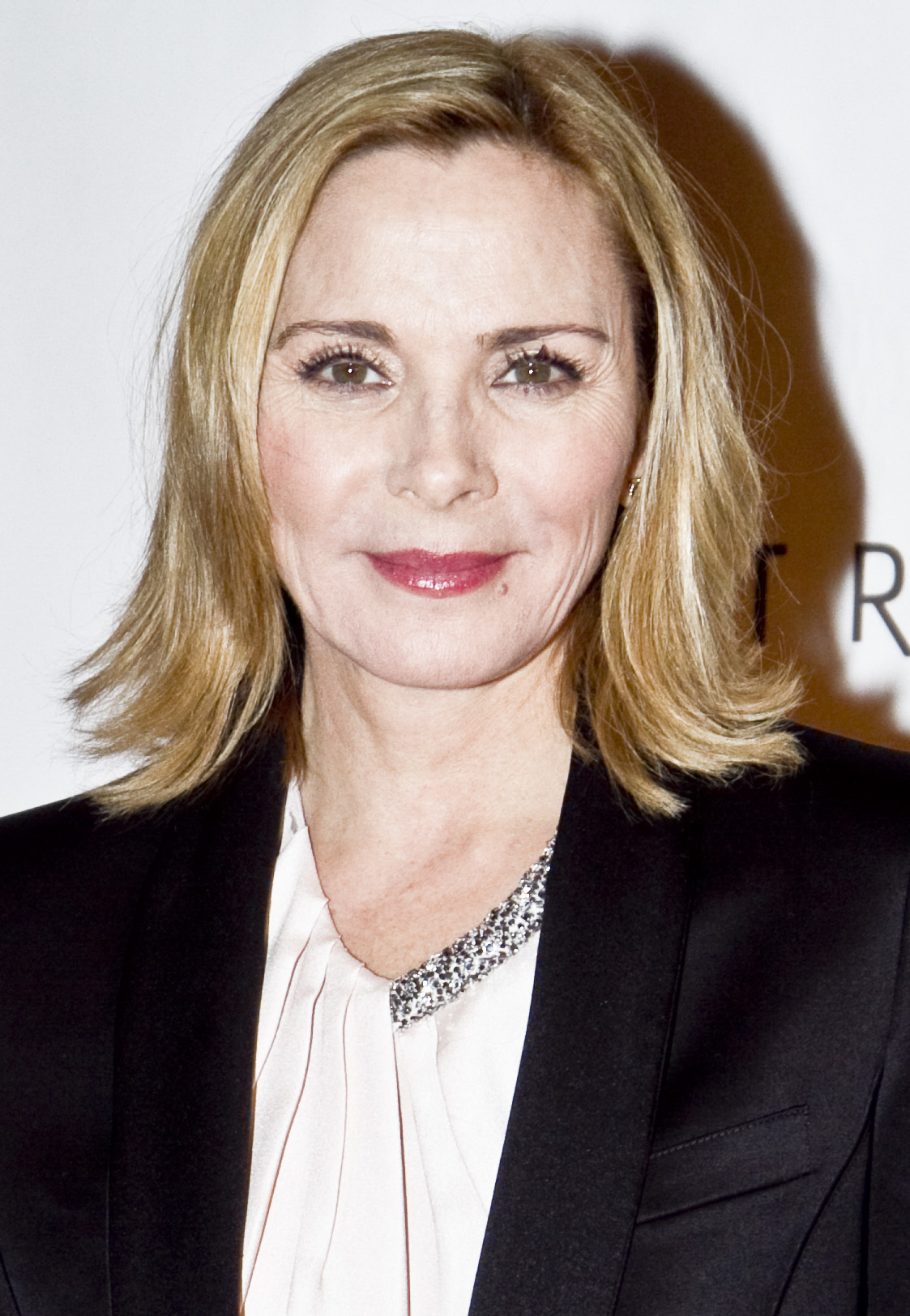
Kim Cattrall (* 1956)

- 1956: Kim Cattrall, kanadisch-US-amerikanische Schauspielerin
- 1956: Laura Morante, italienische Schauspielerin
- 1957: Axel Breitung, deutscher Musiker und Songschreiber
- 1957: Budgie, britischer Schlagzeuger
- 1957: Karin Rehnqvist, schwedische Komponistin und Dirigentin
- 1958: Steve Case, US-amerikanischer IT-Unternehmer
- 1959: Frances Kirwan, britische Mathematikerin
- 1959: Jiří Lála, tschechischer Eishockeyspieler
- 1959: Regina Sackl, österreichische Skirennläuferin
- 1960: Stefan Attefall, schwedischer Politiker

Pete Smith (* 1960)

- 1960: Pete Smith, deutscher Schriftsteller
- 1961: Stephen Hillenburg, US-amerikanischer Comiczeichner und -autor
- 1961: David Morales, US-amerikanischer Musiker
- 1962: Astrid Frohloff, deutsche Journalistin und Moderatorin
- 1962: Jorge Uliarte, argentinischer Dirigent
- 1963: Michael Krieter, deutscher Handballtorwart
- 1963: Muhammed VI., marokkanischer König
- 1964: Ligia Amadio, brasilianische Dirigentin
- 1964: Eytan Fox, israelischer Regisseur
- 1964: Johnny Haeusler, deutscher Musiker und Radiomoderator, Mediendesigner und Blogger
- 1965: Janusz Chwierut, polnischer Politiker, Mitglied des Sejm
- 1966: Ariane Jacobi, deutsche Jazzsängerin und Fernsehmoderatorin
- 1966: Maximilian Krückl, deutscher Schauspieler

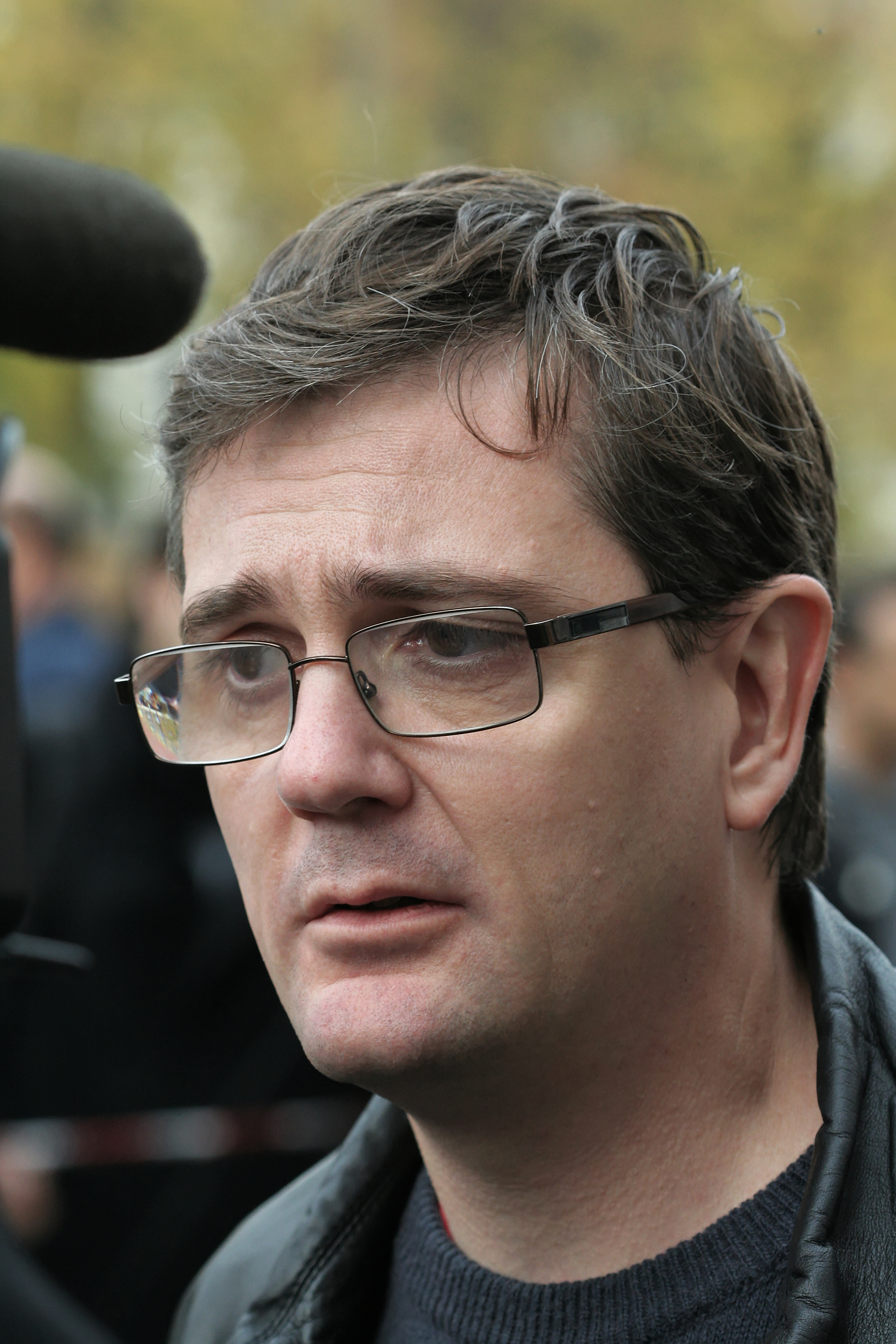
Stéphane Charbonnier (* 1967)

- 1967: Stéphane Charbonnier, französischer Karikaturist und Journalist
- 1967: Carrie-Anne Moss, kanadische Schauspielerin
- 1967: Beat Anton Rüttimann, Schweizer Brückenbauer
- 1967: Serj Tankian, armenisch-US-amerikanischer Sänger
- 1968: Antonio Benarrivo, italienischer Fußballspieler
- 1968: Dina Carroll, britische R&B- und Pop-Sängerin
- 1969: Sharon Brauner, deutsche Schauspielerin und Musikerin
- 1969: Oliver Geissen, deutscher Fernsehmoderator
- 1970: John Carmack, US-amerikanischer Programmierer, Spielentwickler
- 1970: Erik Dekker, niederländischer Radrennfahrer
- 1970: Paolo Vidoz, italienischer Boxer
- 1971: Lukas Holliger, Schweizer Autor und Dramaturg
- 1971: Pedro Piedrabuena, US-amerikanischer Karambolagespieler
- 1972: al-Hassan al-Yami, saudi-arabischer Fußballspieler
- 1972: Erik Schlopy, US-amerikanischer Skirennläufer
- 1973: Thomas Hickersberger, österreichischer Fußballspieler
- 1973: Nikolai Sergejewitsch Walujew, russischer Boxer
- 1974: Friedrich von Borries, deutscher Architektur- und Designtheoretiker, Kurator und Schriftsteller
- 1975: Thierry Burkart, Schweizer Politiker
- 1975: Alicia Witt, US-amerikanische Schauspielerin

#### 1976–2000

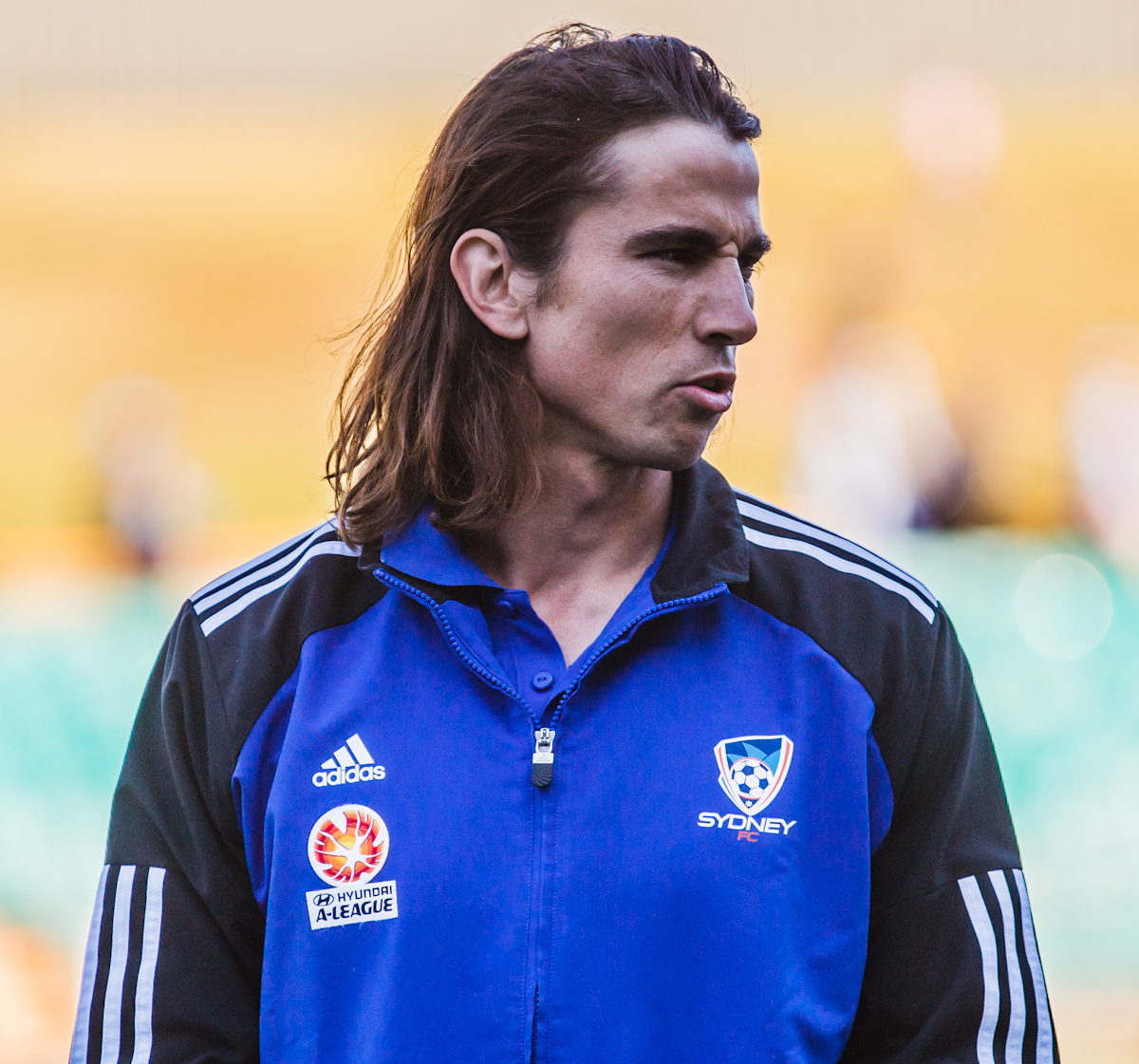
Adam Griffiths (* 1979)

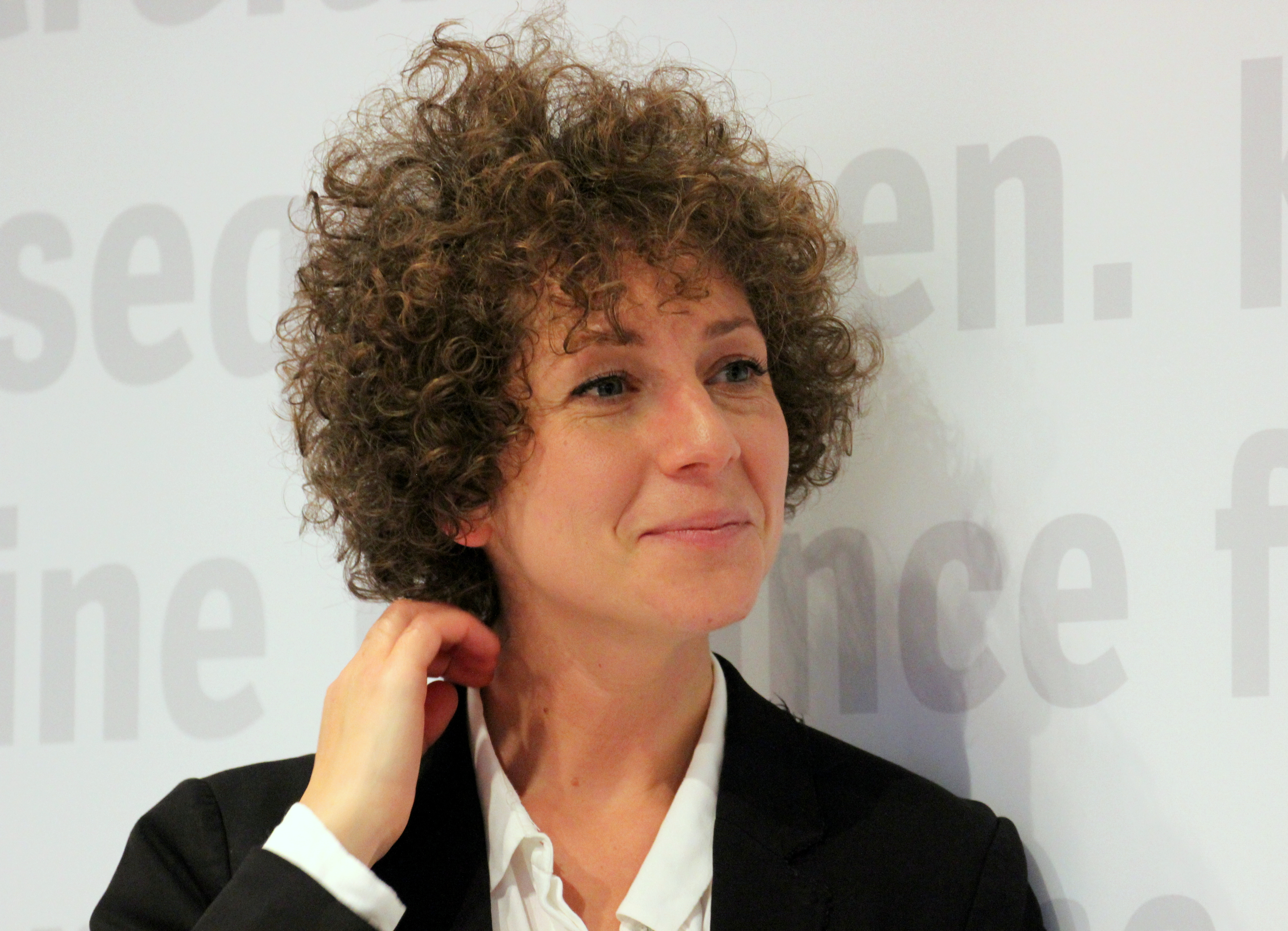
Sasha Marianna Salzmann (* 1985)

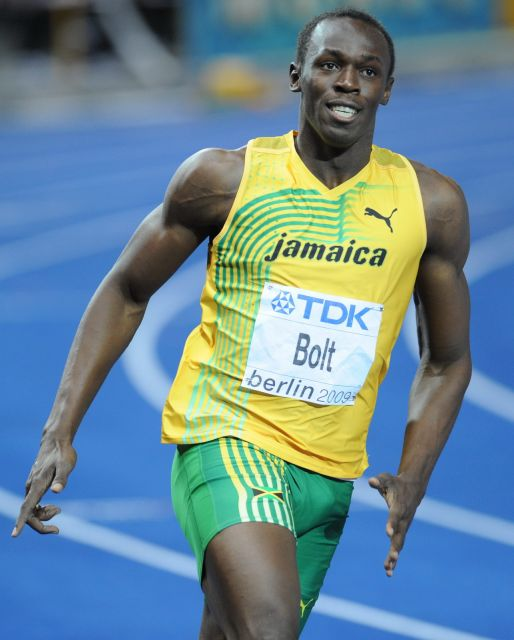
Usain Bolt (* 1986)

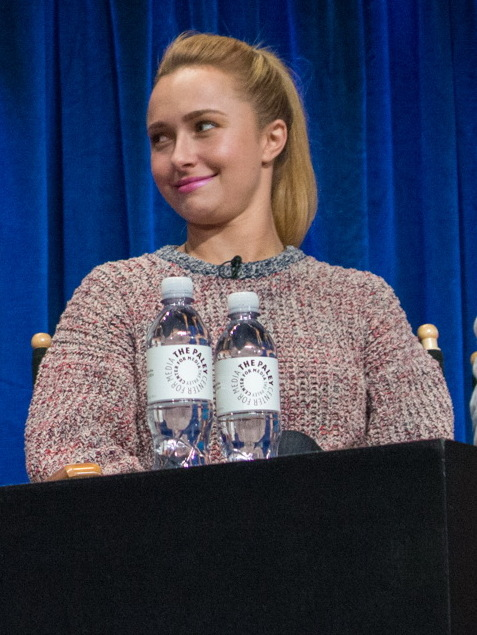
Hayden Panettiere (* 1989)

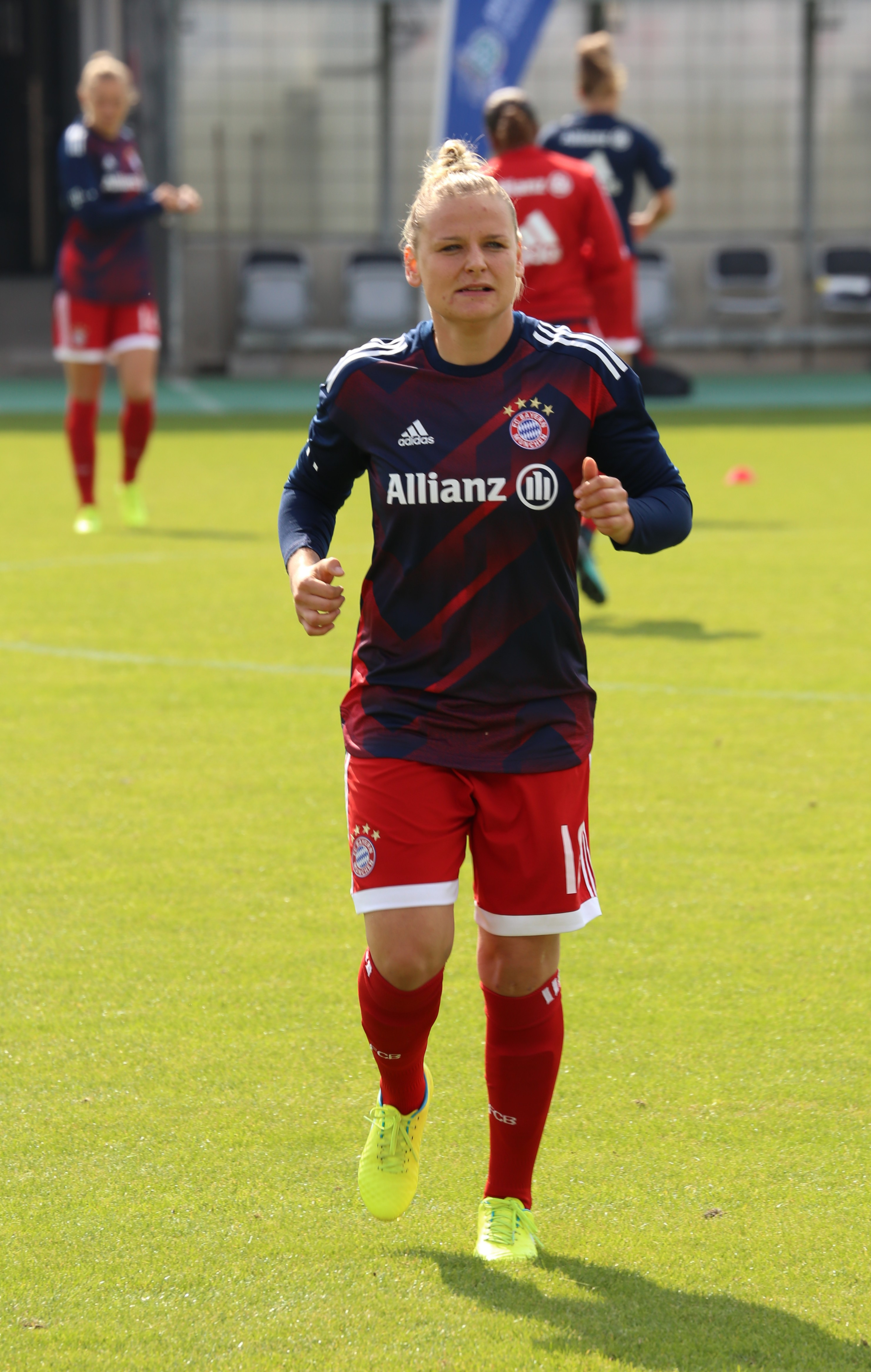
Dominika Škorvánková (* 1991)

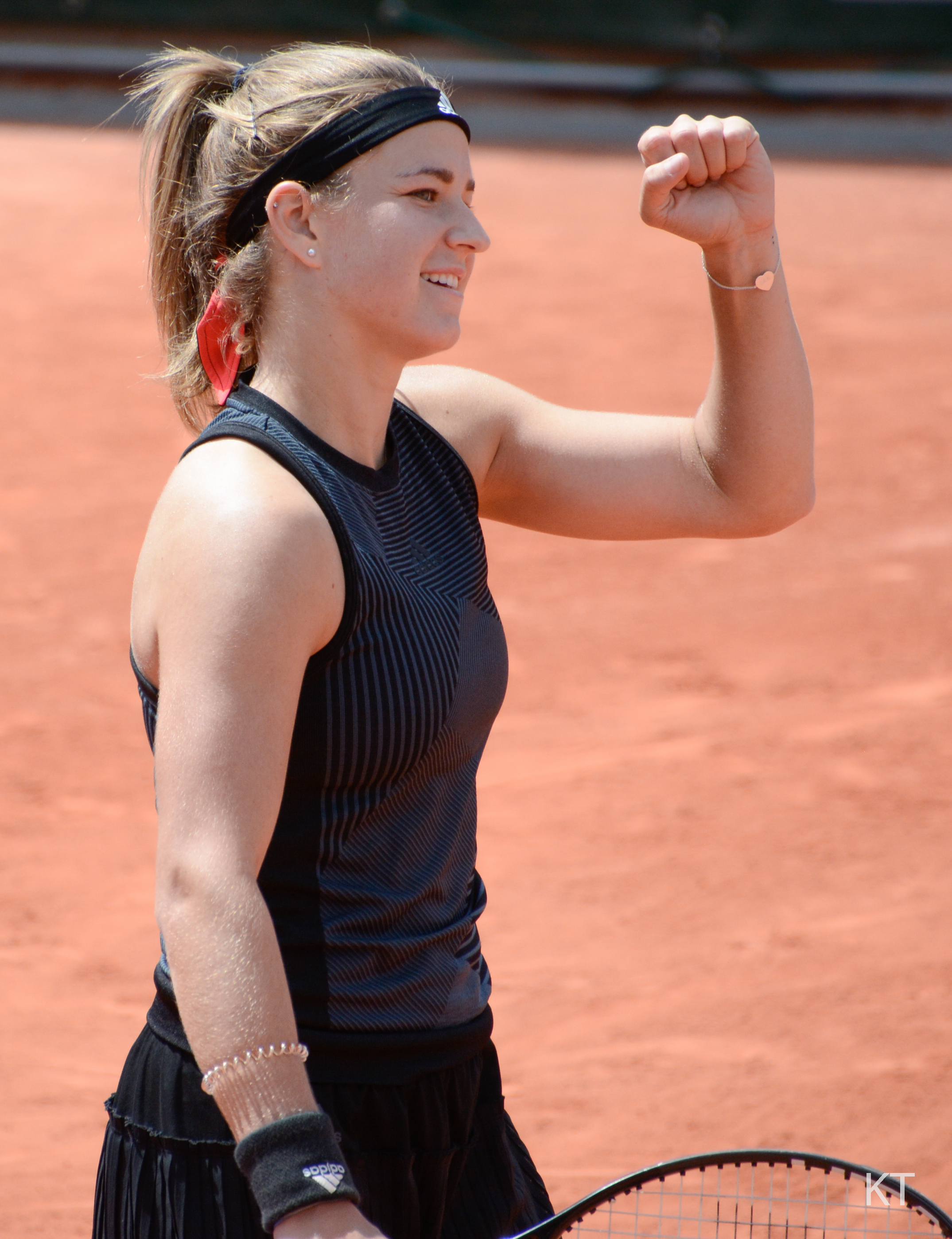
Karolina Muchova (* 1996)

- 1976: Gillian O’Sullivan, irische Leichtathletin
- 1976: Philip Simon, niederländischer Moderator, Kabarettist und Autor
- 1977: Veljko Paunović, serbischer Fußballspieler
- 1978: Stefan Rütimann, Schweizer Radrennfahrer
- 1979: Florian Bruns, deutscher Fußballspieler
- 1979: Adam Griffiths, australischer Fußballspieler
- 1979: Joel Griffiths, australischer Fußballspieler
- 1979: Kelis, US-amerikanische Schauspielerin und Sängerin
- 1980: Emir Kurtagic, deutscher Handballspieler und -trainer
- 1980: Jon Lajoie, kanadischer Komiker, Musiker, Rapper und Schauspieler
- 1981: Ryan Griffiths, australischer Fußballspieler
- 1981: Erin Kelly, US-amerikanische Schauspielerin
- 1982: Kim Andersson, schwedischer Handballspieler
- 1982: Oliver Kirch, deutscher Fußballspieler
- 1982: Francisco Vallejo Pons, spanischer Schachspieler
- 1983: Scott McDonald, australischer Fußballspieler
- 1984: Alizée, französische Sängerin
- 1984: Jusuf Dajić, bosnischer Fußballspieler
- 1985: Nicolás Almagro, spanischer Tennisspieler
- 1985: Daniel Bernhardt, deutscher Fußballspieler
- 1985: Dú Maroc, deutscher Rapper
- 1985: Sasha Marianna Salzmann; deutsche nichtbinäre Dramatikerin, Essayistin, Kuratorin und Romanautorin
- 1986: Per Åslund, schwedischer Eishockeyspieler
- 1986: Usain Bolt, jamaikanischer Leichtathlet
- 1986: Jan-Philipp Priebsch, deutscher Eishockeyspieler
- 1986: Ana Radović, montenegrinische Handballspielerin
- 1986: Stephan Schröck, deutscher Fußballspieler
- 1986: Martin Teurezbacher, österreichischer Fußballspieler
- 1986: Youri Ziffzer, deutscher Eishockeyspieler
- 1987: Cody Kasch, US-amerikanischer Filmschauspieler und Musiker
- 1987: Erik Simon, deutscher Skispringer
- 1988: Robert Lewandowski, polnischer Fußballspieler
- 1989: Dominik Ascherbauer, österreichischer Handballspieler
- 1989: Charlison Benschop, niederländischer Fußballspieler
- 1989: Robert Knox, britischer Schauspieler
- 1989: Hayden Panettiere, US-amerikanische Schauspielerin
- 1989: Aleix Vidal, spanischer Fußballspieler
- 1990: Ina Großmann, deutsche Handballspielerin
- 1990: Andreas Mies, deutscher Tennisspieler
- 1990: Jared Staal, kanadischer Eishockeyspieler
- 1991: Neele Buchholz, deutsche Tänzerin und Schauspielerin
- 1991: Dominika Škorvánková, slowakische Fußballspielerin
- 1992: Felipe Nasr, brasilianischer Automobilrennfahrer
- 1992: RJ Mitte, US-amerikanischer Schauspieler
- 1992: Rūta Irbe Tropa, lettische Grasskiläuferin
- 1993: Adam Hunt, englischer Dartspieler
- 1993: Jonas Thümmler, deutscher Handballspieler
- 1995: Maximilian Wittek, deutscher Fußballspieler
- 1996: Sofyan Amrabat, marokkanisch-niederländischer Fußballspieler
- 1996: Taras Lessjuk, ukrainischer Biathlet
- 1996: Karolína Muchová, tschechische Tennisspielerin
- 1996: Noah Sarenren Bazee, deutsch-nigerianischer Fußballspieler
- 1998: Choi Ji-yeon, südkoreanische Eishockeyspielerin
- 1998: Andri Ragettli, Schweizer Freestyle-Skier

### 21. Jahrhundert
- 2001: Maxime Germain, US-amerikanischer Biathlet
- 2001: Samuele Ricci, italienischer Fußballspieler

## Gestorben

### Vor dem 19. Jahrhundert
- 0940/941/942: Ermengol, Graf von Osona
- 1018: Heinrich I., Bischof von Lausanne
- 1049: Brun II., Bischof von Verden
- 1099: Erhard III., Herr von Le Puiset und Vizegraf von Chartres, Teilnehmer des Ersten Kreuzzugs
- 1131: Balduin II., König von Jerusalem, Teilnehmer des ersten Kreuzzugs
- 1157: Alfons VII., König von Kastilien und León
- 1157: Øystein II., norwegischer Mitkönig
- 1162: Burchard von Michelbach, Fürstbischof von Straßburg
- 1189: Geoffrey Ridel, Lordkanzler von England
- 1245: Alexander von Hales, englischer Scholastiker
- 1271: Alfons von Poitiers, Graf von Poitiers und Toulouse
- 1329: Arnold Wlome, deutscher Kaufmann und Ratsherr der Hansestadt Lübeck
- 1330: Richard Damory, 1. Baron Damory, englischer Adeliger und Höfling
- 1369: Bruno von Warendorp, Lübecker Bürgermeister
- 1421: Martin Húska, tschechischer Prediger und radikaler Kirchenreformator
- 1516: Johann III., Graf von Egmond, Statthalter von Holland, Zeeland und Westfriesland, Herr von Baer, Lathum, Hoogwoude und Aarstwoude, sowie Herr von Purmerend, Purmerland und Ilpendam
- 1534: Philippe de Villiers de l’Isle-Adam, Großmeister des Johanniterordens auf Rhodos und Malta
- 1549: Wilhelm von Fürstenberg, deutscher Söldnerführer
- 1568: Jean de la Valette, Großmeister des Malteserordens

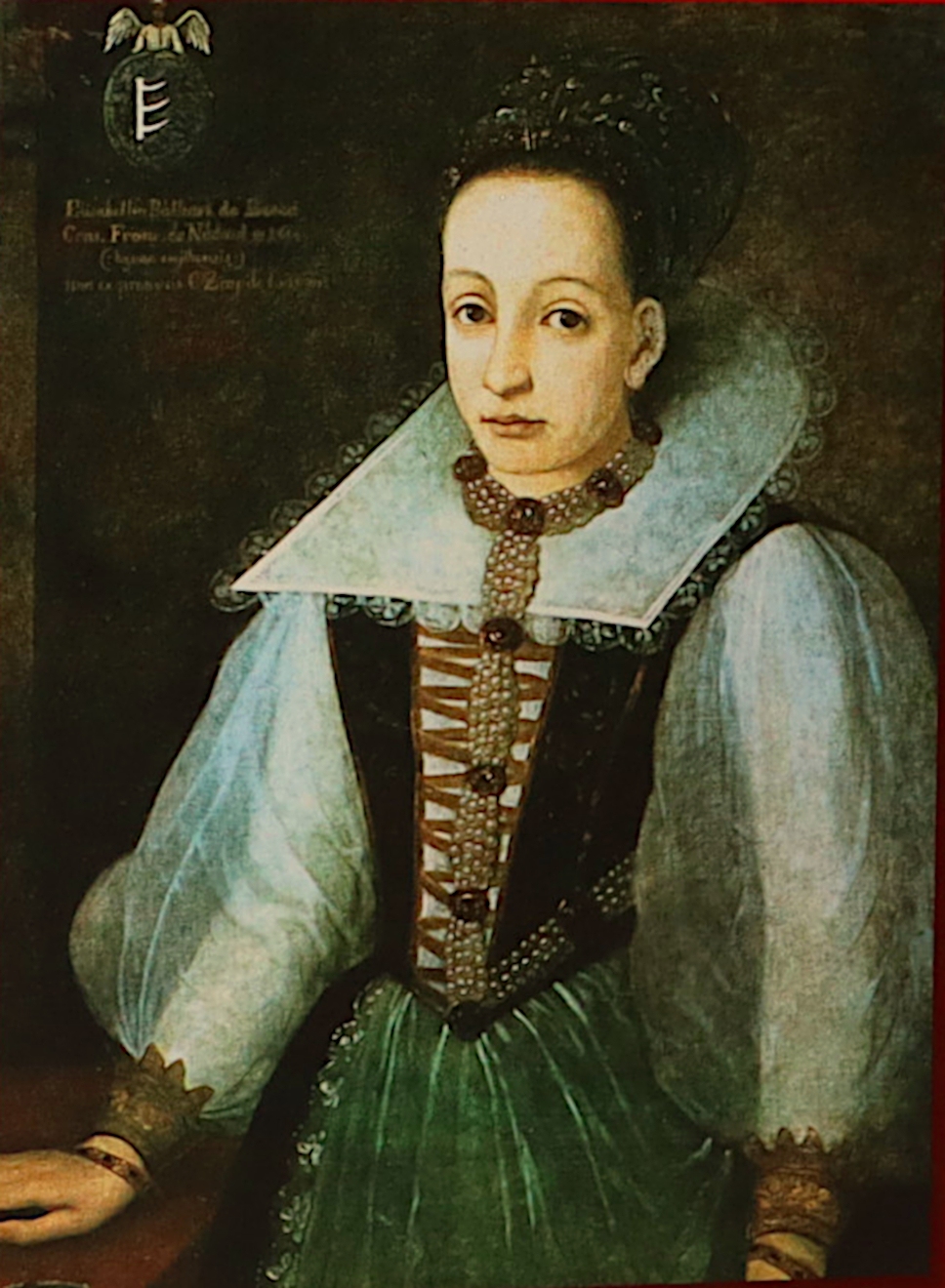
Elisabeth Báthory († 1614)

- 1614: Elisabeth Báthory, ungarische Adlige und Serienmörderin
- 1622: Juan de Tassis y Peralta, 2. Conde de Villamediana, spanischer Dichter und Correo Mayor des Reiches
- 1627: Jacques Mauduit, französischer Komponist
- 1629: Camillo Procaccini, italienischer Maler
- 1639: Heinrich Wenzel, Herzog von Münsterberg und Bernstadt
- 1673: Edward Spragge, irischer Freibeuter und Admiral der Royal Navy
- 1711: Caspar Hopf, sächsischer Geigenbauer
- 1712: Anton Hülse, deutscher Architekt
- 1714: Georg Beyer, deutscher Jurist und Rechtslehrer
- 1723: Dimitrie Cantemir, Woiwode der Moldau, Historiker, Musiktheoretiker, Geograph und Universalwissenschaftler, Humanist und Enzyklopädist
- 1747: Johann Georg Beckhof, deutscher Jurist
- 1762: Mary Wortley Montagu, britische Schriftstellerin

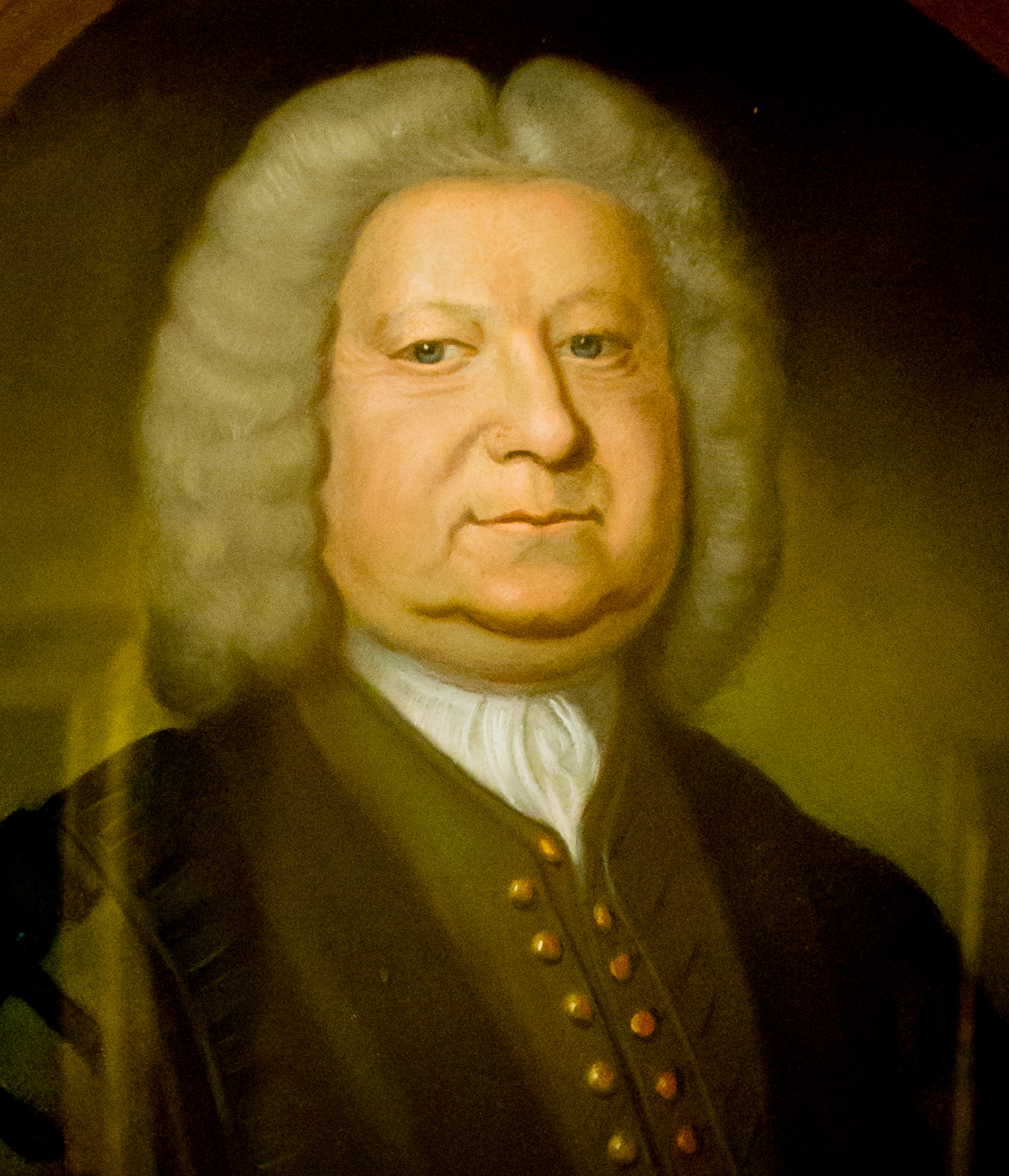
Richard Ward († 1763)

- 1763: Richard Ward, Gouverneur der Colony of Rhode Islands and Providence Plantations
- 1772: Alessandro Felici, italienischer Komponist, Organist und Cembalist
- 1781: Georg Ernst Hebenstreit, deutscher Theologe
- 1795: Joseph Franz Anton von Auersperg, Bischof von Lavant, Bischof von Gurk, Fürstbischof von Passau und Kardinal
- 1795: Pierre Michel d’Ixnard, französischer Baumeister
- 1797: Benedikt Stattler, deutscher katholischer Theologe, Pädagoge und Philosoph
- 1798: James Wilson, Unterzeichner der Unabhängigkeitserklärung der USA

### 19. Jahrhundert

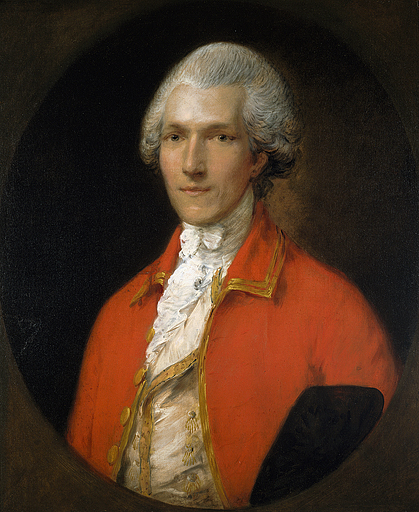
Benjamin Thompson († 1814)

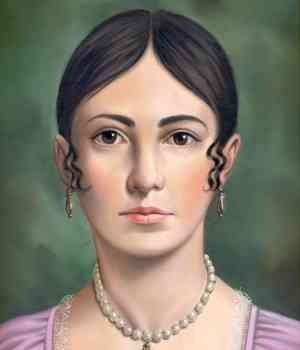
Leona Vicario Joven († 1842)

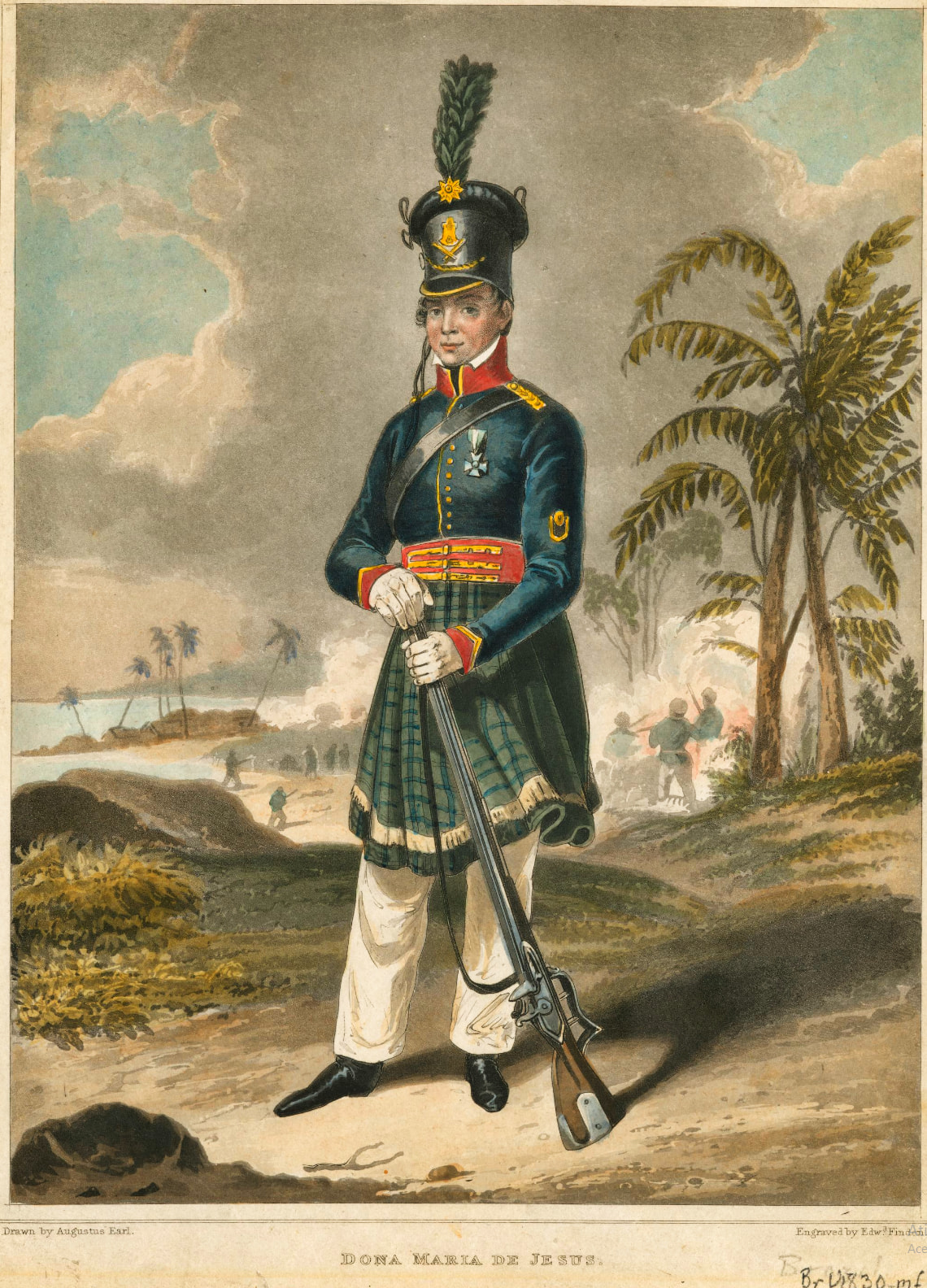
Maria Quitéria de Jesus († 1853)

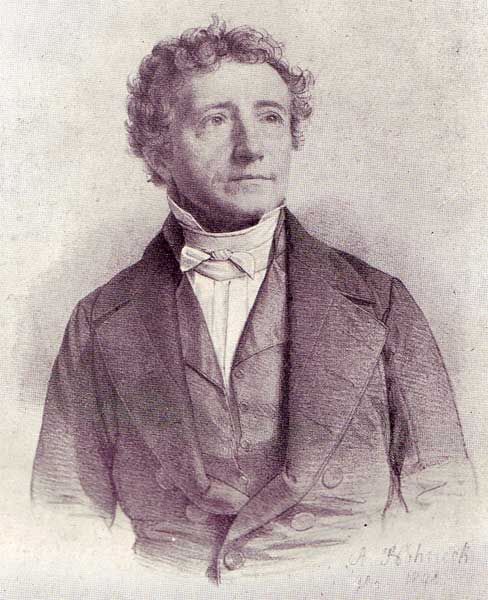
Karl Immanuel Nitzsch († 1868)

- 1808: Johann Wilhelm Grüneberg, deutscher Orgelbauer
- 1811: Friedrich von Balthasar, preußischer Beamter
- 1811: Barbara Zdunk, polnischstämmige Schäferin, Opfer der preußischen Justiz
- 1814: Benjamin Thompson, britischer Offizier, Politiker, Experimentalphysiker und Erfinder amerikanischer Abstammung
- 1815: Carl Johan Adlercreutz, schwedischer General
- 1836: Edward Turner Bennett, englischer Arzt, Zoologe und Schriftsteller
- 1836: Claude Louis Marie Henri Navier, französischer Mathematiker und Physiker
- 1838: Adelbert von Chamisso, deutscher Naturforscher und Dichter
- 1842: Leona Vicario, mexikanische Nationalheldin
- 1844: Georg Friedrich Benecke, deutscher Gelehrter
- 1849: Casimir Conradi, deutscher Pfarrer und Schriftsteller
- 1853: John Anderson, US-amerikanischer Politiker
- 1853: Maria Quitéria de Jesus, brasilianische Soldatin und Volksheldin
- 1854: August Ferdinand Anacker, deutscher Komponist
- 1854: Sophie Auguste Tilebein, deutsche Malerin und Grafikerin, Salonnière in Stettin
- 1856: Peter Joseph von Lindpaintner, deutscher Komponist und Dirigent
- 1864: Émile Chevé, französischer Musiktheoretiker und Musikpädagoge
- 1865: Johann Franz Ahn, deutscher Lehrer
- 1868: Franz Peter Adams, deutscher Rechtsanwalt
- 1868: Karl Immanuel Nitzsch, deutscher Theologe
- 1869: Salvatore Patti, italienischer Operntenor
- 1870: Franz von Brandis, deutscher Forstmann und hessischer Politiker
- 1870: Gustav Struve, deutscher Politiker und Rechtsanwalt, Publizist und radikaldemokratischer Revolutionär
- 1872: David Kalisch, deutscher Schriftsteller, Mitgründer des Kladderadatsch
- 1876: Ildefons Cerdà, spanischer Stadtplaner
- 1876: Gustav Simon, deutscher Chirurg und Autor medizinischer Bücher
- 1877: Ferdinand Becker, deutscher Maler
- 1882: Jurij Mihevec, slowenischer Komponist
- 1884: Ottilie Assing, deutsche Schriftstellerin
- 1896: Johann Maria Carl Farina, deutscher Fabrikant, Kunstsammler und Stifter
- 1898: Nicola van Westerhout, italienischer Komponist
- 1894: Giacomo Durando, italienischer General und Staatsmann
- 1896: Mathilde Arnemann, deutsche Mäzenin
- 1899: Hermann Joseph Schmitz, deutscher Bischof von Köln

### 20. Jahrhundert

#### 1901–1950

Elizabeth Colt († 1905)

- 1901: Adolf Fick, deutscher Physiologe
- 1903: Kambazembi wa Kangombe, Stammesführer der Herero
- 1905: Elizabeth Hart Jarvis Colt, US-amerikanische Philanthropin, Ehefrau von Samuel Colt
- 1907: Eugène Lacheurié, französischer Komponist
- 1910: Gustave Moynier, Schweizer Jurist, Mitbegründer des Internationalen Komitees der Hilfsgesellschaften für die Verwundetenpflege
- 1910: Bertalan Székely, ungarischer Maler
- 1915: Anna de Perrot, schweizerische Aktivistin der Frauenbewegung
- 1925: Helene Berthold, deutsche Schriftstellerin

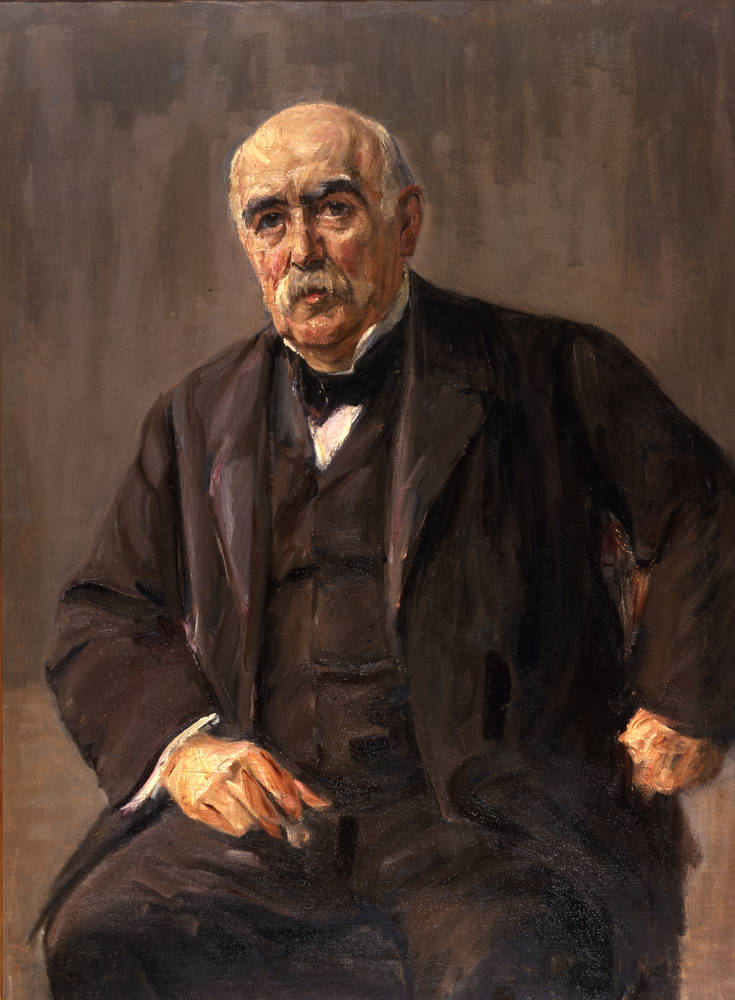
Eugen Gutmann († 1925)

- 1925: Eugen Gutmann, deutscher Bankier
- 1926: Ugyen Wangchuck, erster König von Bhutan
- 1932: Frederick Corder, englischer Komponist
- 1935: Josef Cyrill Sychra, tschechischer Komponist, Organist, Chorleiter und Musikpädagoge
- 1940: Paul Juon, russischer Komponist
- 1940: Hermann Obrecht, Schweizer Politiker
- 1940: Leo Trotzki, ukrainisch-russischer Revolutionär und Politiker
- 1942: Hedy Blum, österreichische Schülerin und Opfer des Holocaust
- 1943: Julie Elias, deutsche Modejournalistin, Verfasserin von Kochbüchern
- 1943: Karl Ebermaier, deutscher Gouverneur von Kamerun
- 1943: Henrik Pontoppidan, dänischer Schriftsteller
- 1944: Friedrich Gustav Jaeger, deutscher Widerstandskämpfer des 20. Juli 1944
- 1944: Rupert Kollinger, österreichischer Politiker
- 1944: Willy Sachse, deutscher Sozialist und Kommunist, der im Ersten Weltkrieg und gegen den Nationalsozialismus  Widerstand leistete
- 1944: Robert Uhrig, deutscher Kommunist und Widerstandskämpfer gegen den Nationalsozialismus
- 1946: Alfredo Gómez Jaime, kolumbianischer Lyriker
- 1947: Theodore G. Bilbo, US-amerikanischer Politiker
- 1947: Ettore Bugatti, italienischer Automobilfabrikant und Konstrukteur
- 1948: Richard Atwater, US-amerikanischer Journalist, Universitätsdozent und Kinderbuchautor
- 1948: Josef Lechthaler, österreichischer Musikpädagoge, Kirchenmusiker, Komponist und Musikpublizist

#### 1951–2000

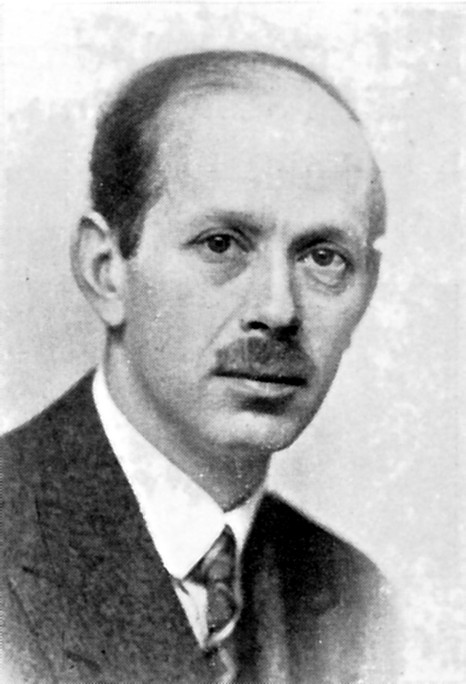
Harald Ulrik Sverdrup († 1957)

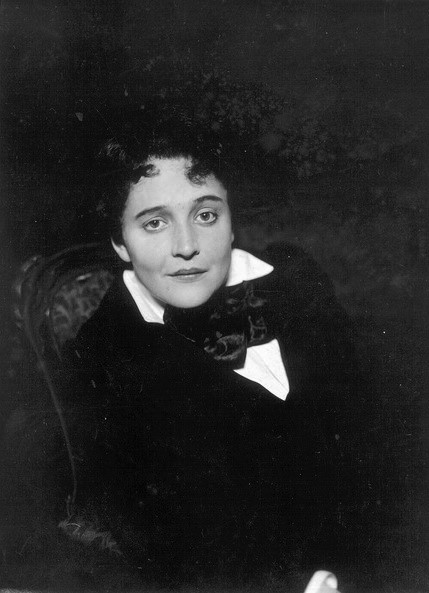
Antonia Dietrich († 1975)

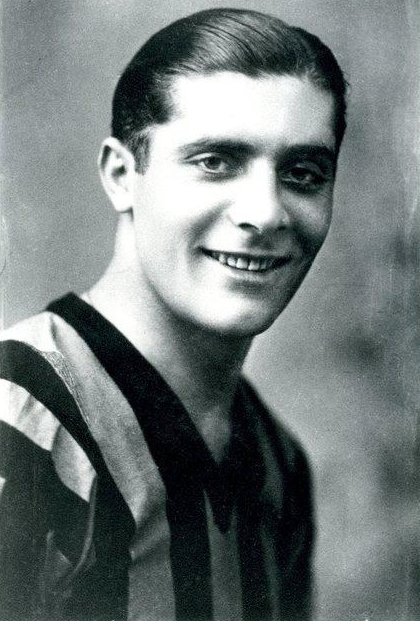
Giuseppe Meazza († 1979)

- 1951: Gustav Davis, österreichischer Journalist und Zeitungsherausgeber
- 1951: Constant Lambert, englischer Komponist
- 1956: Juan José de Amézaga, uruguayischer Jurist
- 1957: Harald Ulrik Sverdrup, norwegischer Ozeanograph und Professor
- 1958: Stevan Hristić, jugoslawischer Komponist
- 1964: Edwin Grienauer, österreichischer Bildhauer
- 1970: Timothy Mather Spelman, US-amerikanischer Komponist
- 1971: Erwin Hoffstätter, deutscher Ruderer
- 1971: George Jackson, Mitglied der Black-Panther-Bewegung
- 1974: Paweł Lewiecki, polnischer Pianist und Musikpädagoge
- 1975: Antonia Dietrich, deutsche Schauspielerin
- 1975: Sam McGee, US-amerikanischer Gitarrist und Banjo-Spieler
- 1978: Elizabeth Hill, US-amerikanische Drehbuchautorin
- 1978: Norbert Conrad Kaser, Südtiroler Dichter
- 1979: Ernst Assmann, deutscher Forstwissenschaftler
- 1979: Giuseppe Meazza, italienischer Fußballspieler und -trainer
- 1982: Franz Krippner, österreichischer Politiker und Kaufmann
- 1982: Sobhuza II., König von Swasiland
- 1983: Benigno Aquino, philippinischer Politiker
- 1983: Gene Force, US-amerikanischer Automobilrennfahrer
- 1984: Ewald Sprave, deutscher Politiker, Bürgermeister von Dortmund
- 1985: István Szendeffy, ungarischer Ruderer
- 1986: Christoph Barth, Schweizer evangelischer Geistlicher und Hochschullehrer
- 1987: Angelo Francesco Lavagnino, italienischer Komponist
- 1988: H. G. Adler, tschechoslowakisch-englischer Schriftsteller
- 1988: Ray Eames, US-amerikanische Designerin
- 1988: Ilse Scharge-Nebel, deutsche Glasgestalterin
- 1990: Kurt Müller, deutscher Politiker
- 1991: Wolfgang Hildesheimer, deutscher Schriftsteller und Maler
- 1991: Oswald von Nell-Breuning, deutscher Theologe, Jesuit, Nationalökonom und Sozialphilosoph, Mitbegründer der katholischen Soziallehre

Theodor Berger († 1992)

- 1992: Theodor Berger, österreichischer Komponist
- 1995: Subrahmanyan Chandrasekhar, US-amerikanischer Astrophysiker
- 1995: Chuck Stevenson, US-amerikanischer Automobilrennfahrer
- 1998: Hans Pippig, deutscher Fotograf und Heimatforscher
- 1998: Juanita Kidd Stout, US-amerikanische Juristin und Richterin
- 1998: Norman Symonds, kanadischer Komponist, Klarinettist, Saxophonist und Bandleader
- 1999: Christer Grewin, schwedischer Tontechniker und Komponist
- 1999: Erwin Hegemann, deutscher Künstler
- 2000: Ellen Schlüchter, deutsche Rechtswissenschaftlerin
- 2000: Bubi Scholz, deutscher Boxer

### 21. Jahrhundert
- 2002: Kreszentia Hummel, deutsche Bäuerin und Pfarrhaushälterin, Gerechte unter den Völkern
- 2002: Oscar Plattner, Schweizer Radrennfahrer

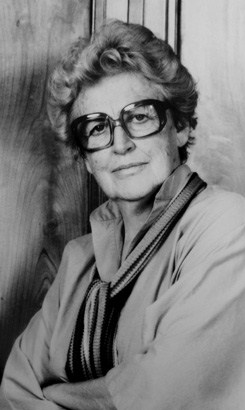
Laure Wyss († 2002)

- 2002: Laure Wyss, Schweizer Journalistin und Schriftstellerin
- 2003: Ismail Abu Schanab, palästinensischer Politiker
- 2005: Robert Moog, US-amerikanischer Ingenieur, Pionier der elektronischen Musik
- 2005: Horst Tappe, deutscher Fotograf
- 2006: Klaus Höhne, deutscher Schauspieler und Synchronsprecher
- 2007: Kurt Hübner, deutscher Schauspieler, Theaterregisseur und -intendant
- 2007: Ulrich Müther, deutscher Bauingenieur und Bauunternehmer
- 2008: Buddy Harman, US-amerikanischer Schlagzeuger
- 2008: Wolfgang Vogel, deutscher Rechtsanwalt und Unterhändler der DDR
- 2010: Gheorghe Apostol, rumänischer Politiker und Diplomat
- 2010: Gerhard Koch, deutscher Automobilrennfahrer

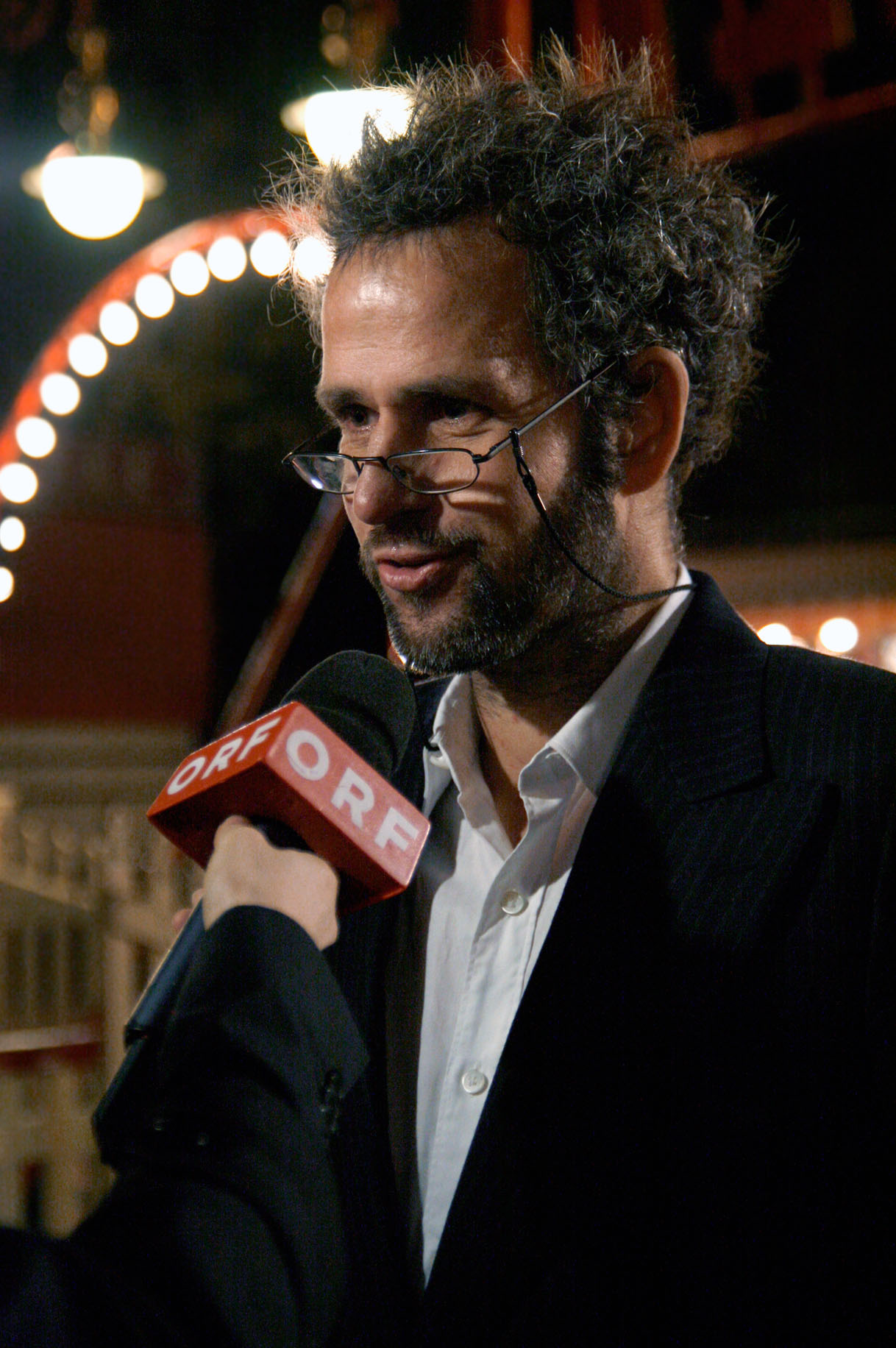
Christoph Schlingensief († 2010)

- 2010: Christoph Schlingensief, deutscher Regisseur und Drehbuchautor, Schauspieler und Autor
- 2012: Georg Leber, deutscher Politiker und Gewerkschaftsführer
- 2012: William Thurston, US-amerikanischer Mathematiker
- 2013: Armin Münch, deutscher Grafiker, Zeichner und Hochschullehrer
- 2013: Harald Sassak, österreichischer Serienmörder
- 2014: Helen Bamber, britische Psychotherapeutin
- 2014: Manfred Naumann, deutscher Romanist
- 2015: Walter Hinck, deutscher Germanist und Schriftsteller
- 2015: Thomas Uhl, deutscher Medizininformatiker und Unternehmer
- 2016: Per Lønning, norwegischer Bischof und Politiker
- 2016: Guido Schmidt-Chiari, österreichischer Bankmanager

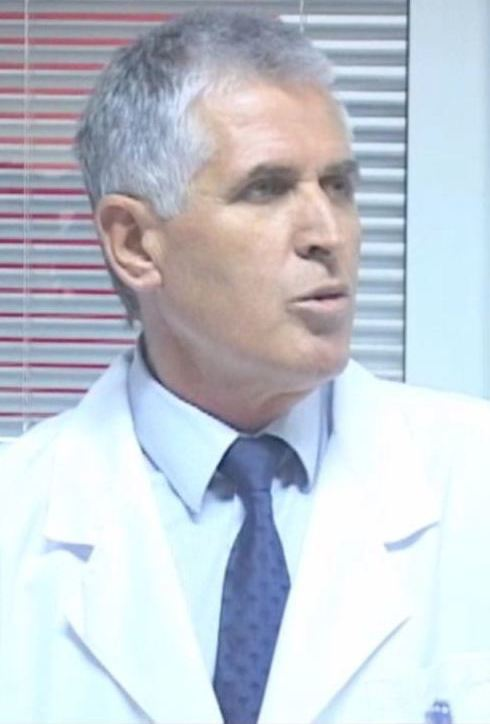
Bajram Rexhepi († 2017)

- 2017: Bajram Rexhepi, kosovarischer Ministerpräsident
- 2017: Margit Schötschel-Gabriel, deutsche Künstlerin
- 2018: George Andrie, US-amerikanischer American-Football-Spieler
- 2018: Stefán Karl Stefánsson, isländischer Theater- und Filmschauspieler
- 2019: Ingeborg Drews, deutsche Lyrikerin, bildende Künstlerin, Kunsttherapeutin und Journalistin
- 2019: Kurt Stendal, dänischer Fußballspieler und -trainer
- 2019: Ines Torelli, Schweizer Schauspielerin
- 2020: Karl Otto Mühl, deutscher Schriftsteller
- 2020: Joachim Scheer, deutscher Bauingenieur
- 2021: Clifford Barry, kanadischer Wasserballspieler und Schwimmtrainer
- 2021: Joe Grech, maltesischer Snooker- und English-Billiards-Spieler
- 2021: Kalyan Singh, indischer Politiker

## Feier- und Gedenktage
- Kirchliche Gedenktage
  - Geert Groote, niederländischer Mönch und Prediger (evangelisch)

- Namenstage
  - Pius

- Staatliche Feier- und Gedenktage
  - Lettland, Unabhängigkeit von der Sowjetunion (1991)

Weitere Einträge enthält die Liste von Gedenk- und Aktionstagen.